# Église Saint-Germain-de-Paris de Mézy-sur-Seine
L'église Saint-Germain-de-Paris est une église catholique paroissiale située à Mézy-sur-Seine, dans les Yvelines, en France.. Fondée à la fin du XIIe siècle, elle a été incendiée et en partie détruite sous la guerre de Cent Ans, puis bénéficié d'une reconstruction intégrale au milieu du XVIe siècle, avec une nouvelle consécration en 1554. L'église Saint-Germain représente ainsi l'une des rares églises entièrement rebâties dans le style gothique flamboyant dans le Vexin français. Les influences de la Renaissance, en plein essor à la période de la reconstruction, se limitent encore à la modénature dans le chœur, et au remplage d'une partie des fenêtres. L'ordonnancement des élévations latérales de la nef, avec un étage de fenêtres hautes, est probablement hérité de l'édifice précédent, et les grandes arcades sont apparemment les arcades du début du XIIIe siècle retaillées. L'architecture n'offre aucun élément remarquable, et est en somme assez rustique. L'église vaut surtout pour la belle ampleur du vaisseau central. Demeurée inachevée, elle n'a reçu la plupart de ses voûtes qu'au cours des années 1870, mais le clocher n'a pas été bâti au-delà de la souche, et le portail occidental est dénué de toute décoration. En tant que témoin intéressant de la reconstruction flamboyante, l'église Saint-Germain-de-Paris a néanmoins été inscrite au titre des monuments historiques par arrêté du 19 juillet 1926. Elle est aujourd'hui affilié à la paroisse de Meulan, et des messes dominicales y sont célébrées un dimanche sur cinq à 9 h 00.

## Localisation
L'église Saint-Germain-de-Paris est située en France, en région Île-de-France et dans le département des Yvelines, dans le parc naturel régional du Vexin français, près de la rive droite de la Seine, sur la commune de Mézy-sur-Seine, rue du Château. Elle est bâtie perpendiculairement à la rue, et c'est le chevet qui donne sur la rue. L'église est totalement dégagée de constructions mitoyennes. L'ancien cimetière s'étend au nord, où l'on trouve également le portail principal. La vue s'ouvre sur la mairie, abrité dans l'ancien château, et le vaste parc qui l'entoure. La façade occidentale donne également sur l'enclos de l'ancien cimetière, qui est ici très étroit, mais directement après suit un terrain municipal dédié aux loisirs. Un grand parking se situe au sud de l'église, où existe un portail secondaire.

## Histoire

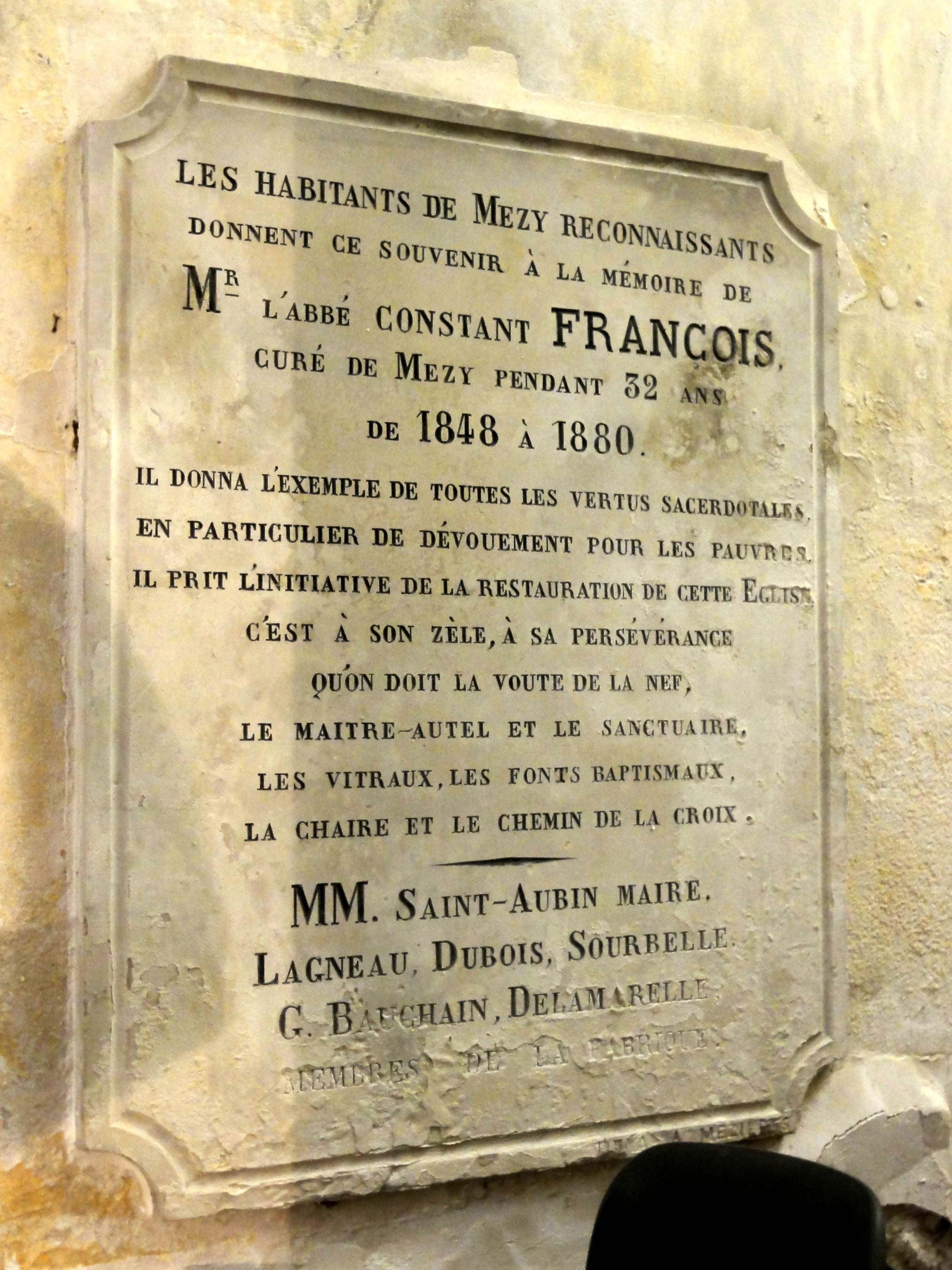
Plaque commémorative pour l'abbé Constant François, curé de 1848-1880.

La première mention écrite de la paroisse de Mézy-sur-Seine ne remonte qu'à 1190. Sous l'Ancien Régime, la paroisse relève du doyenné de Magny-en-Vexin, de l'archidiaconé du Vexin français avec siège à Pontoise et de l'archidiocèse de Rouen. Le collateur de la cure est l'abbé du Bec-Hallouin, comme à Tessancourt-sur-Aubette. Son église est dédiée à saint Germain de Paris, dit également d'Autun (496-576). Seules les bases des colonnes des grandes arcades, et selon Bernard Duhamel, les parties basses des murs, subsistent encore de la première église du début du XIIIe siècle. Incendiée et partiellement détruite par les Anglais sous la guerre de Cent Ans, elle est presque entièrement reconstruite à partir des années 1540, dans un style gothique flamboyant rustique influencé par la Renaissance. En l'absence de décor sculpté, cette influence se manifeste uniquement à travers la modénature et le recours au plein cintre pour le remplage de la plupart des fenêtres. Une nouvelle dédicace est célébrée en 1554. Mais l'église n'est pas encore achevée à cette date. Le clocher ne le sera jamais, et se limite encore aujourd'hui à sa base, qui accueille néanmoins un beffroi en charpente et une cloche. La façade occidentale ne comporte qu'un portail fruste. Les voûtes de la dernière travée droite du vaisseau central et de l'abside sont réalisées tardivement. Les quatre premières travées de chacun des vaisseaux reçoivent des fausses voûtes d'ogives en matériaux légers après la guerre franco-allemande de 1870. À cette occasion, certaines fenêtres sont également remaniées (Bernard Duhamel ne précise pas dans quel sens), puis munies de vitraux polychromes. Certains piliers et bases sont repris en sous-œuvre. Ces travaux sont menés sur l'instigation de l'abbé Constant François, curé de Mézy de 1848 à 1880, comme le rappelle une plaque commémorative sur la base du clocher. L'église est inscrite au titre des monuments historiques  par arrêté du 19 juillet 1926. Elle est aujourd'hui affiliée à la paroisse de Meulan ou secteur pastoral de la Rive Droite de la Seine, et les messes dominicales y sont célébrées un dimanche sur cinq à 9 h.

## Description

### Aperçu général

Plan de l'église.

Orientée un peu irrégulièrement vers le nord-est du côté du chevet, l'église Saint-Germain répond à un plan symétrique à trois vaisseaux, auquel déroge juste la base du clocher, implantée à l'angle nord-ouest de l'édifice. Largement débordant, elle occupe, avec son angle sud-est, le quart nord-ouest de la première travée du bas-côté nord, tandis que son volumineux contrefort sud-est occupe la partie sud-est de la même travée. Les deux parties restantes de cette travée forment des passages reliant la nef et le bas-côté nord à l'intérieur de la base du clocher, qui a toutefois été fermé par un mur. L'angle nord-ouest du clocher contient un escalier à vis dans une cage cylindrique pris entre les deux contreforts. Abstraction faite de ces particularités, l'église se compose d'un haut vaisseau central éclairé latéralement par de fenêtres hautes ; d'une abside à trois pans ; et de deux bas-côtés terminés par un chevet plat. Une sacristie a été ajoutée dans l'angle entre abside et bas-côté sud. Hormis la base du clocher, l'ensemble de l'église est vouté d'ogives ; cependant, les voûtes de la première à la quatrième travée des trois vaisseaux sont réalisées en matériaux légers, et ne datent que des années 1870. L'on accède à l'église par le portail septentrional dans la troisième travée, abrité sous un porche ; par un portail secondaire en face au sud ; ou par le portail occidental de la nef. Le vaisseau central est munie d'une toiture à deux rampants avec un pignon en façade, et les bas-côtés sont dotés de toits en appentis. 

### Intérieur

#### Nef

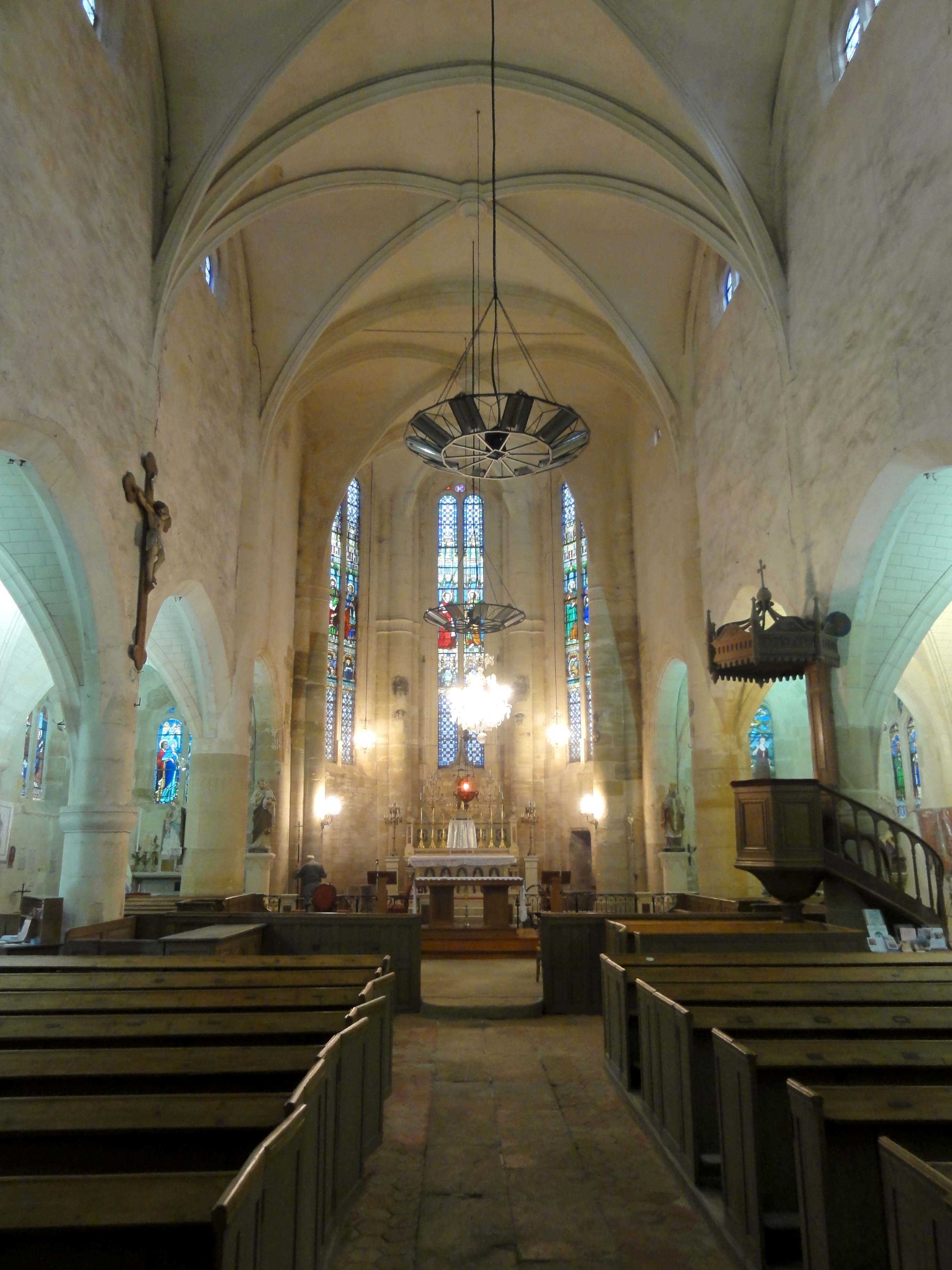
Nef, vue vers l'est.

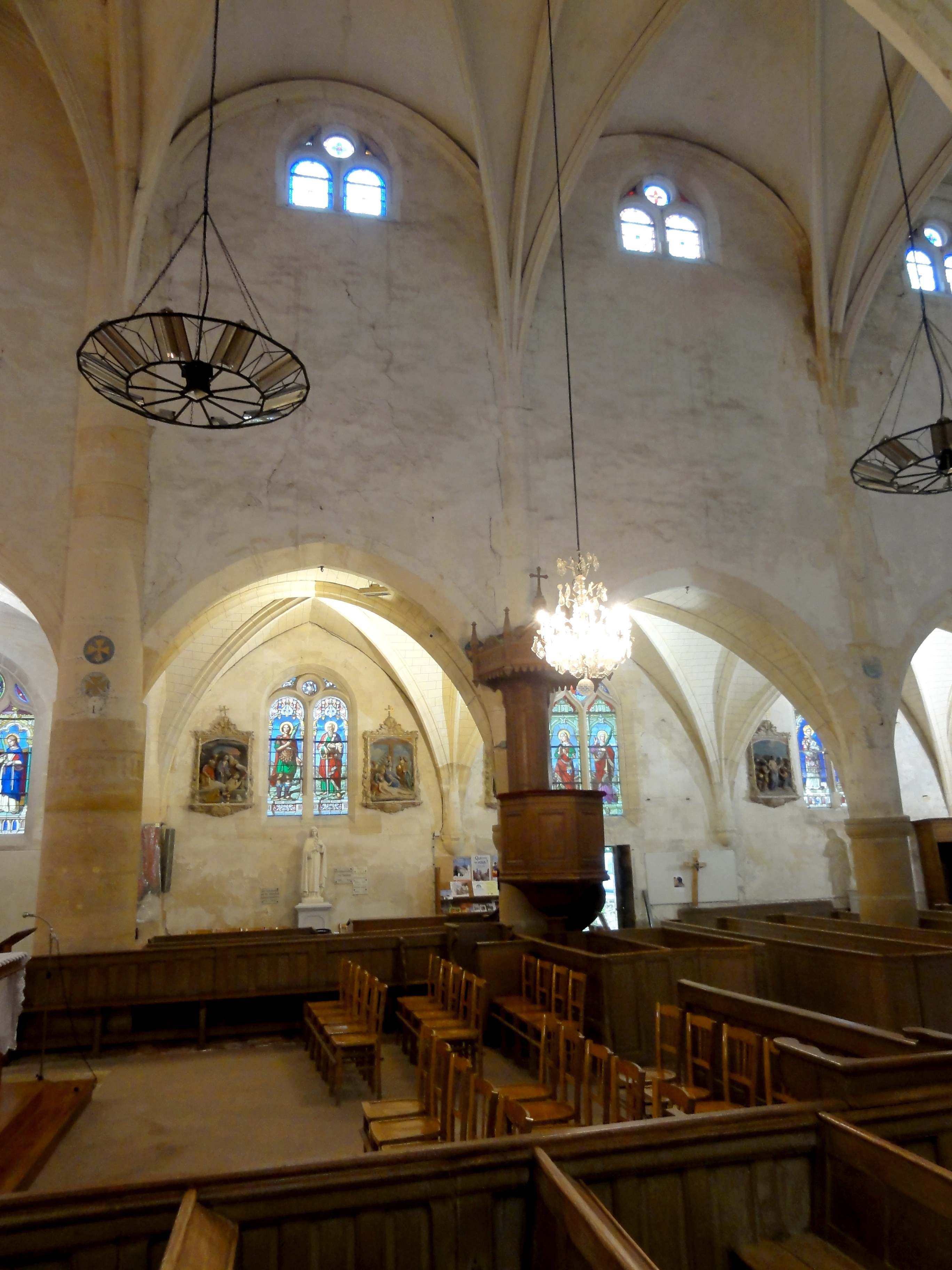
4e et 3e travée, élévation sud.

L'église Saint-Germain fait partie d'un petit groupe d'églises dont les élévations ont été entièrement reconstruites ou remaniées au XVIe siècle, au même titre que Bennecourt, Guiseniers, Magny-en-Vexin et La Roche-Guyon. Elle vaut surtout pour la belle ampleur de son vaisseau central, et en tant qu'exemple atypique d'une église flamboyante en Île-de-France, plus élancée qu'à l'accoutumée, et munie de fenêtres hautes, alors que la tendance générale va vers une nef aveugle, ou éclairée seulement par une baie occidentale au-dessus du portail. La hauteur est deux fois supérieure à la largeur, et pas seulement une fois et demi, comme c'est le plus souvent le cas des églises flamboyantes en milieu rural. Un quart de la hauteur incombe aux lunettes des voûtes. Les fenêtres, inhabituellement petites, s'inscrivent entièrement dans les lunettes des voûtes, mais pourraient facilement être deux fois plus hautes et larges tout en respectant toujours cette même restriction. Moins que la moitié des élévations latérales est occupée par les grandes arcades. Il y a donc une importante section de murs aveugles au-dessus des grandes arcades, car les bas-côtés sont larges, et leurs toits en appentis relativement pentus. Seulement les églises les plus prestigieuses ont les bas-côtés couverts de toits en bâtière parallèles à l'axe de l'édifice, ou de toits en pavillon indépendants à chaque travée, qui de sorte à laisser davantage de place aux fenêtres. On peut voir cette disposition à Saint-Antoine de Compiègne, Saint-Étienne de Beauvais, Triel-sur-Seine, Vétheuil (ainsi qu'à Ully-Saint-Georges et Vaudancourt, où elle n'est pas mise à profit pour prévoir des fenêtres haute). Les triforiums ou galeries ouvertes sur combles sont, de toute façon, tombées en désuétude depuis le XIVe siècle. Dans son ensemble, l'ordonnancement des élévations latérales évoque d'autres nefs entièrement reconstruites au XVIe siècle dans un style sobre, telles que L'Isle-Adam et Précy-sur-Oise.
Qu'il y ait eu reconstruction, ne fait en l'occurrence aucun doute, car les piliers monocylindriques appareillés en tambour n'ont pas des bases flamboyantes, sous la forme de plinthes moulurées, mais des vestiges de bases composées d'un petit et d'un grand tore, séparés par une scotie et flanquées de griffes aux angles. De telles bases reviennent à l'honneur à la Renaissance, mais en l'occurrence, les travaux ont commencé en suivant les préceptes du style flamboyant, comme le montre le recours à l'arc brisé pour les grandes arcades et les fenêtres des bas-côtés (sauf au chevet), de même que le profil des grandes arcades, qui affichent un intrados méplat entre deux larges gorges peu profondes. La forme des piliers n'est pas un indice des origines de l'édifice au XIIIe siècle, car les piliers cylindriques sont encore fréquemment employés à la période flamboyante, car plus économiques à réaliser que des piliers ondulés ou d'un plan plus complexe. Ils se trouvent aussi à Bessancourt, Boran-sur-Oise (chœur), Bresles (chœur), La Chapelle-en-Serval, Fleurines, Jagny-sous-Bois, Survilliers, Le Thillay, Vauréal, Vineuil-Saint-Firmin, etc., de même qu'à L'Isle-Adam et Précy-sur-Oise. Apparemment, il était prévu de munir les piliers de frises sculptées en guise de chapiteaux, comme le donnent à penser les épaisses bagues convexes à la retombée des arcades. La sculpture n'a finalement pas été exécutée. Le profil des grandes arcades, très rudimentaire pour une époque stylistique qui affectionne la complication de la modénature, parle en faveur d'arcades anciennes simplement retaillées. Au moins deux moulures concaves de chaque côté constituent en général le minimum. Les piliers font légèrement saillie devant la surface murale. Depuis les piliers, une ondulation monte ainsi sur les murs jusqu'à la retombée des hautes-voûtes. Les nervures des voûtes néo-gothiques se fondent dans ces ondulations comme à la période flamboyante, et ces voûtes des années 1870 sont même munies d'arcs formerets. On peut considérer qu'elles sont fidèles à l'architecture d'origine. Moins satisfaisants sont les réseaux des fenêtres hautes latérales, car les meneaux sont trop épais par rapport à la surface vitrée, et non moulurés, mais simplement chanfreinés. Les pourtours des baies ne sont pas non plus moulurés. Plus généreuse est la baie occidentale, qui est la seule de l'église à présenter un remplage à trois formes en plein cintre, surmontées de deux oculi et de trois écoinçons ajourés.

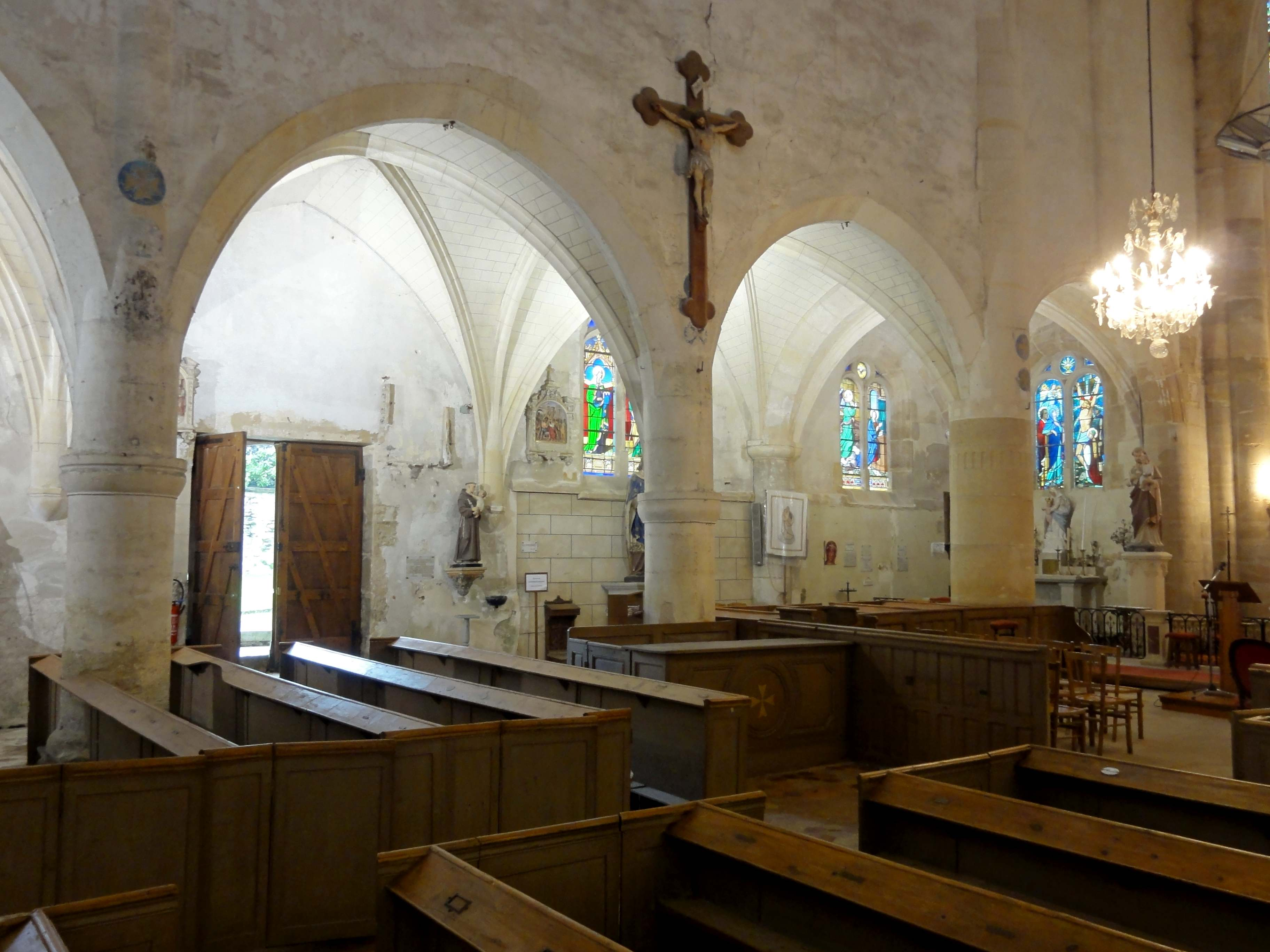
Grandes arcades du nord.
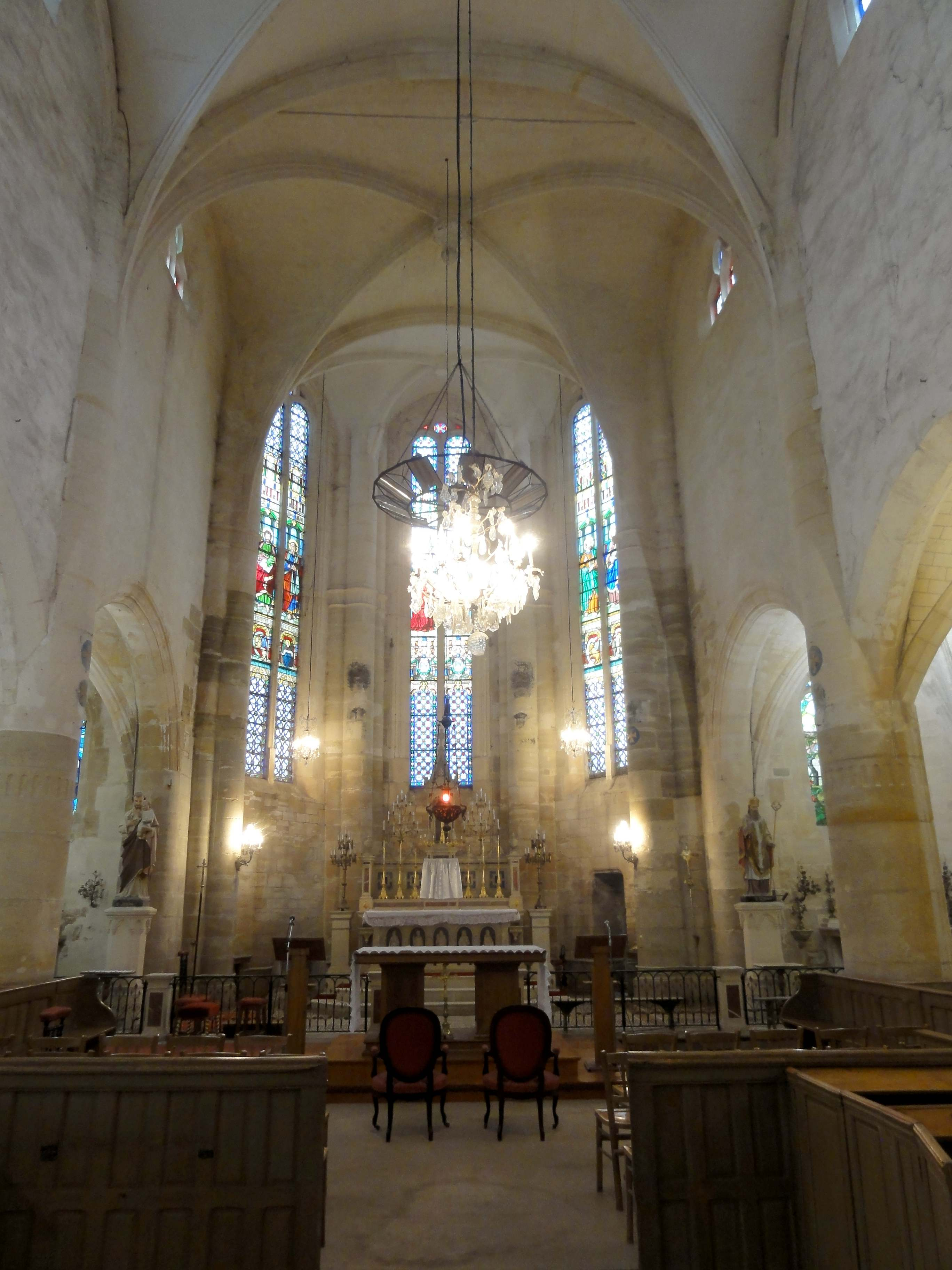
Vue vers l'est.
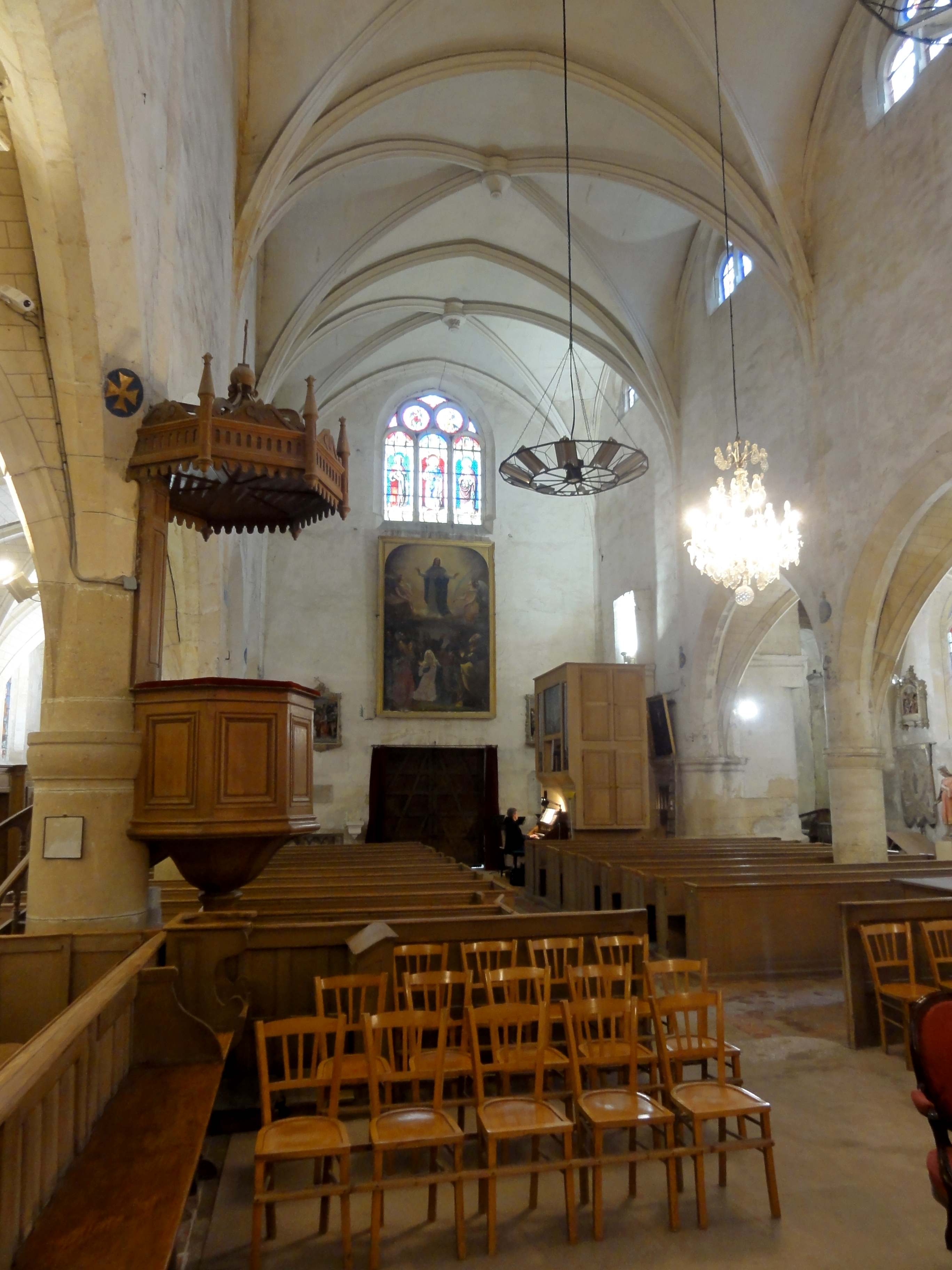
Vue vers l'ouest.
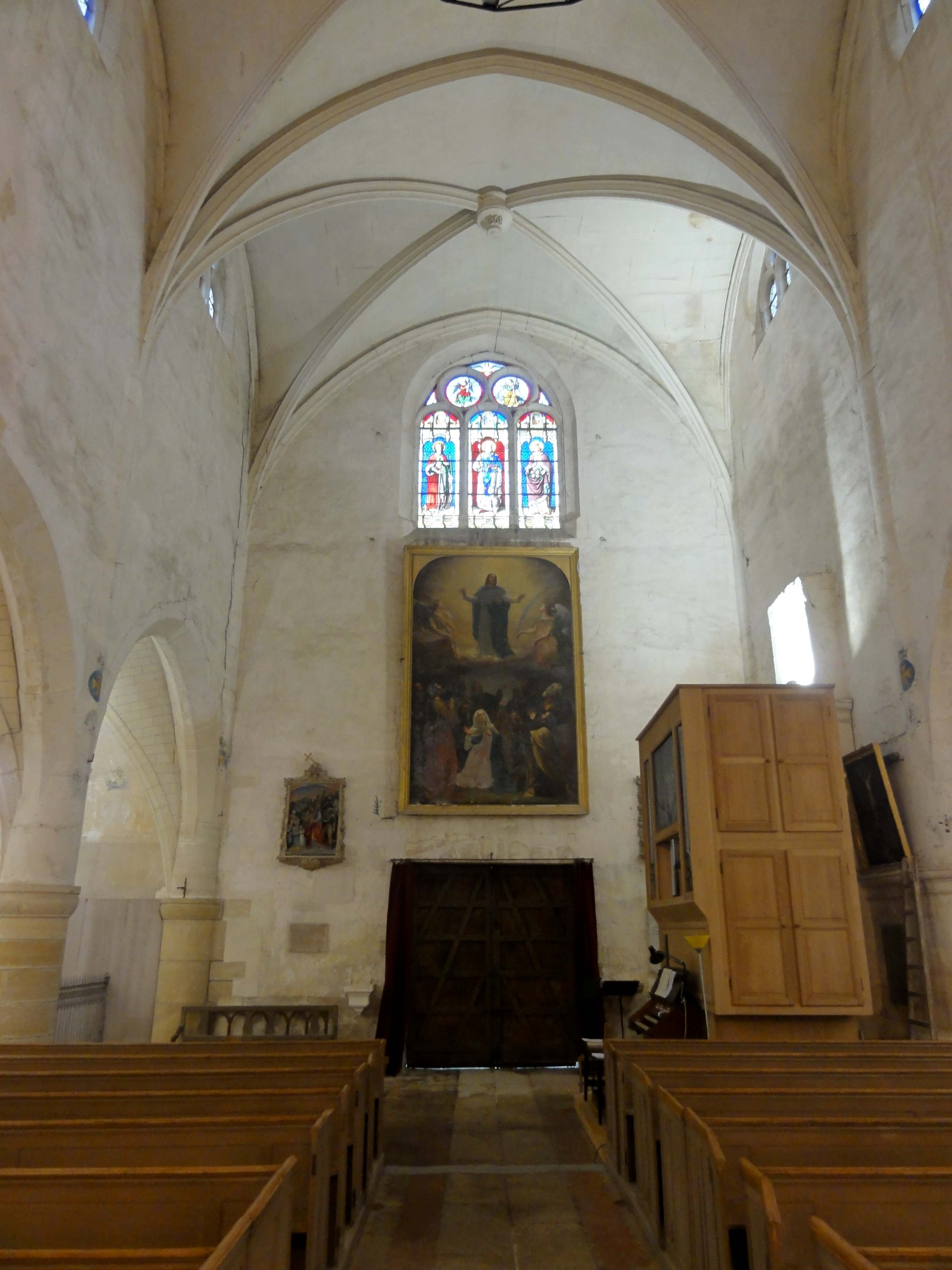
Vue vers l'ouest.
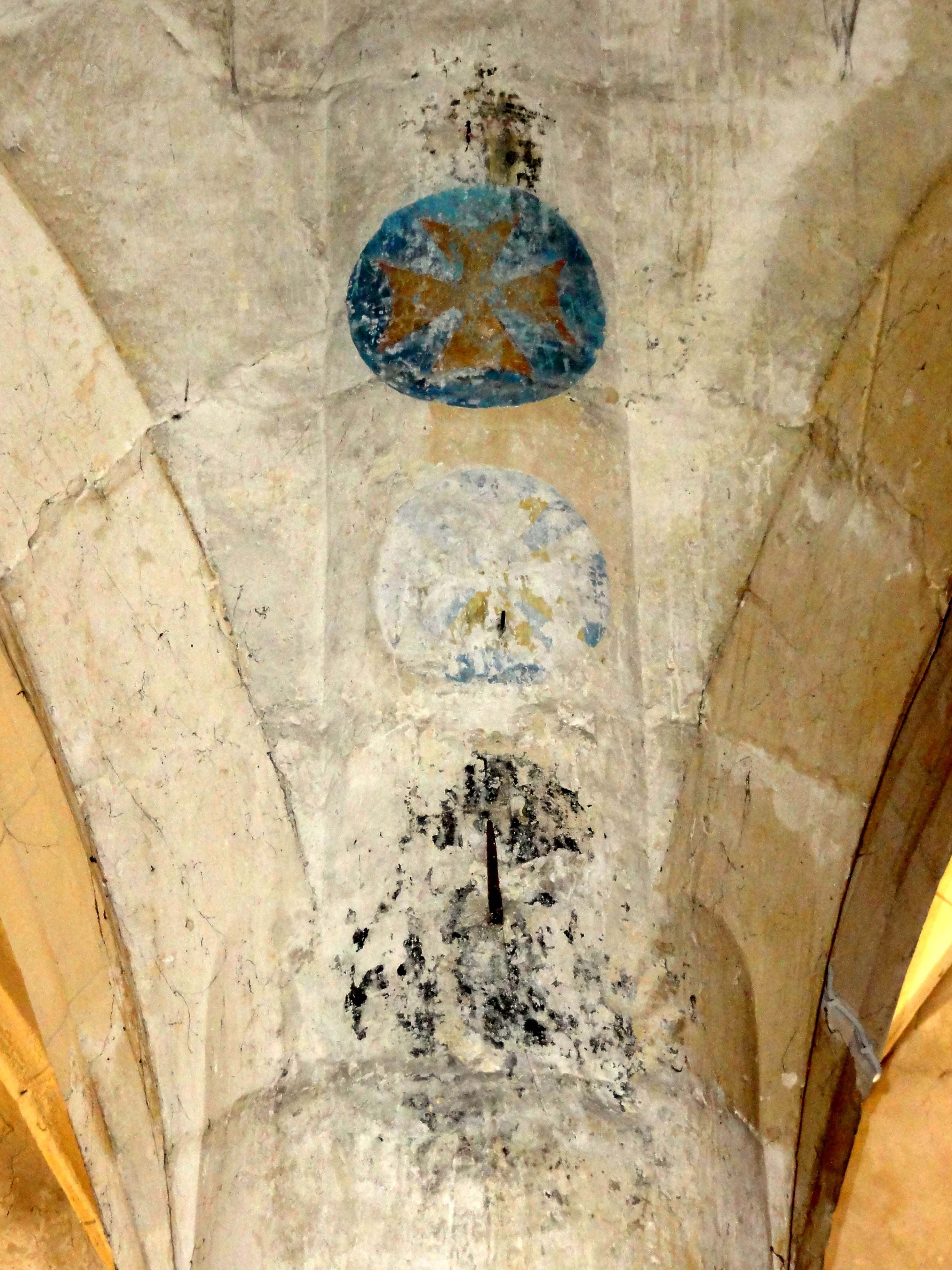
Croix de consécration.
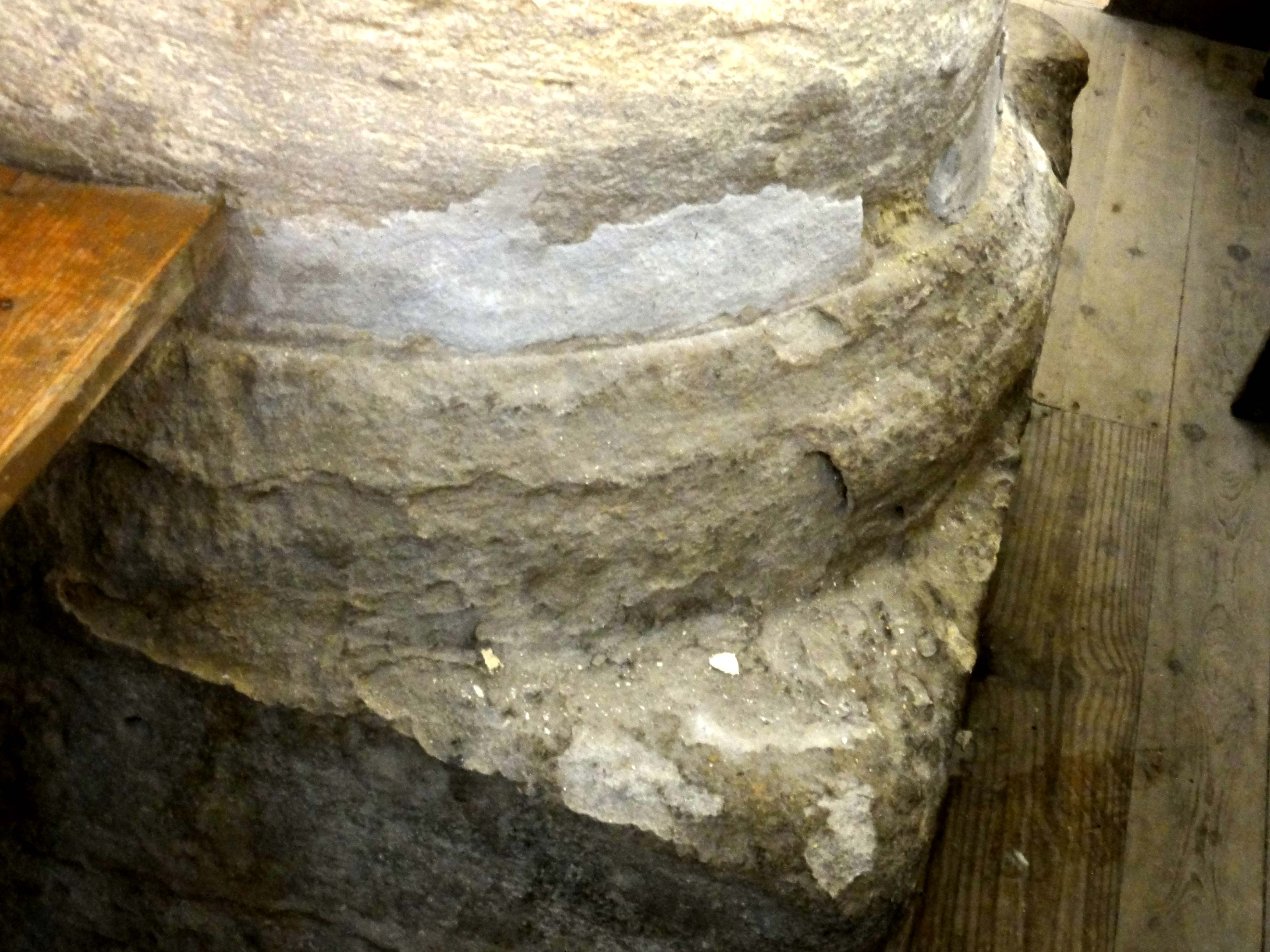
Base des piliers.

#### Chœur

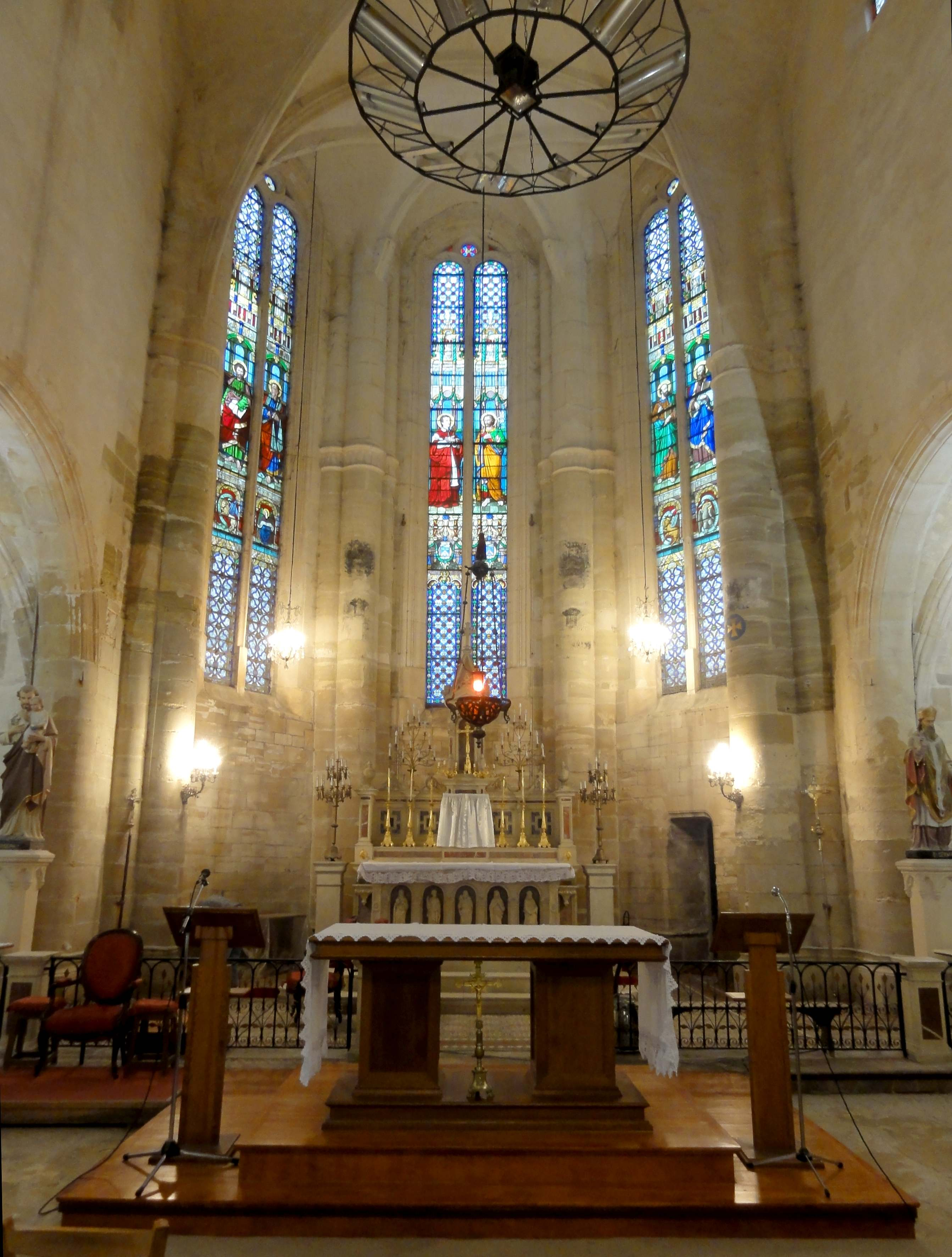
Chœur, vue vers l'est.

À l'intersection entre la quatrième et la cinquième travée du vaisseau central, les piliers sont d'un diamètre plus fort, puisqu'ici commence le chœur liturgique voûté d'ogives dès l'origine. Il se distingue à peine des quatre travées précédentes. Les grandes arcades sont moulurées plus soigneusement, suivant un profil curieux aussi complexe qu'à l'apogée de la période flamboyante, mais qui a perdu toute acuité, et annonce bien la fin de la période gothique. Il se compose, du haut vers le bas, d'un tore ; d'un listel ; d'une sorte de boudin aplati légèrement concave, comme parfois employé sur les corniches ; d'un autre tore, à peine dégagé de la moulure précédente ; et d'un autre boudin similaire au précédent. La modénature torique est caractéristique de la première période gothique, mais les tores sont ici d'un diamètre réduit, et il s'agit d'une pure coïncidence. À l'est, les grandes arcades se fondent dans un pilier cylindrique engagé, qui est ici entièrement indépendant des supports des voûtes. L'arc-doubleau à l'entrée de l'abside retombe, avec les ogives et formerets, sur un faisceau de trois colonnes, dont celle du milieu est d'un diamètre plus fort que les autres. Analogues sont les supports dans les angles de l'abside, de part et d'autre de la baie d'axe. Contrairement à l'usage général, les fûts sont à peine engagés dans les murs, et ne forment pas non plus des piliers ondulés. Ils sont plutôt appliqués contre les murs. En somme, il s'agit d'une variante du pilier tréflé, dont quelques exemplaires existent à Jaux, Jouy-le-Comte, Longuesse, Le Perchay, Presles et Le Thillay.
À mi-hauteur des fenêtres, les fûts portent une frise de glyphes, tellement simple qu'on peut à peine la considérer comme décor sculpté. Les volumineux fûts, d'un aspect lourd, font oublier que les baies de l'abside sont en réalité assez étroites. Elles sont cependant d'une belle hauteur, et leur pourtour est mouluré dans le goût de la Renaissance, avec notamment un quart-de-rond et des listels. Leur réseau est le remplage Renaissance standard de deux formes en plein cintre, surmontées d'un petit oculus entre deux écoinçons ajourés. Avec seulement trois pans, dont deux obliques, l'abside de Mézy-sur-Seine appartient à un type rare. D'autres exemples  du XVIe siècle sont La Chapelle-en-Serval, Droizelles, Fresnoy-la-Rivière, Gommecourt, Magny-en-Vexin, Marolles et Le Thillay. Malgré sa conception dénuée de raffinement, elle pourrait se prévaloir d'une certaine élégance et harmonie, si la voûte n'était pas en désaccord avec les autres éléments. Dépourvue de formerets, alors que de grosses colonnes ont été prévues pour les recevoir, elle est également très surbaissée, comme écrasée, et les ogives assez minces ne concordent pas avec les départs d'ogives plus vigoureuses depuis les piliers. Le profil des ogives et du doubleau se présente par un coin émoussé, et affiche latéralement une doucine, un tore et un bandeau. La consistance avec le profil des grandes arcades n'est certainement fortuite, et le maître d'œuvre avait certainement mis au point un programme stylistique intégral assez exigeant pour l'ensemble de l'église, qu'il ne parvenait pas imposer en raison des contraintes économiques. La clé de voûte de la travée droite du chœur est en tout cas une belle composition végétale, et illustre ce que des sculpteurs doués aurait pu apporter à la construction de l'édifice. Dans l'abside, les clés sont des disques frustes ayant certainement perdu leurs motifs.

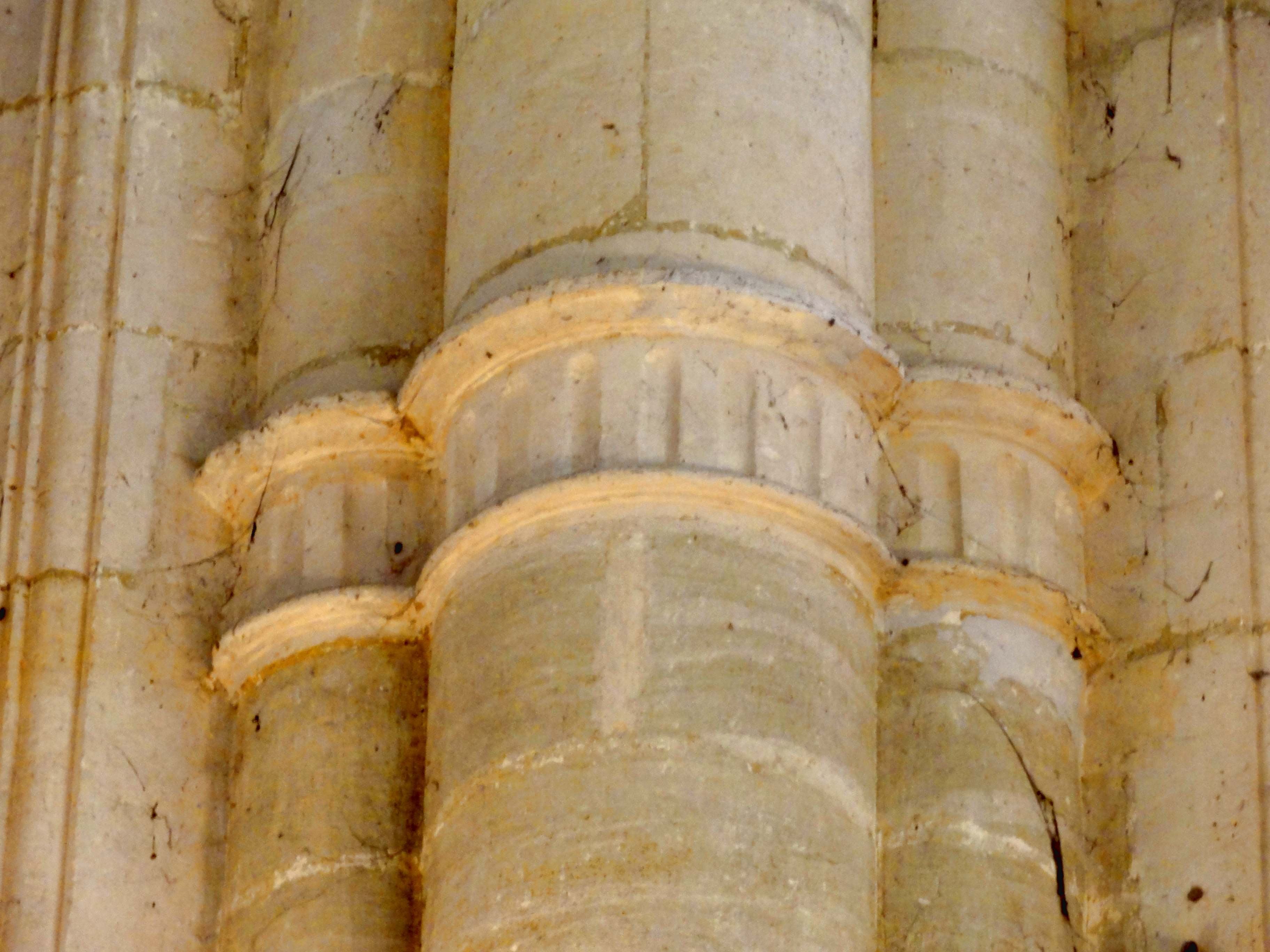
Frise de glyphes.
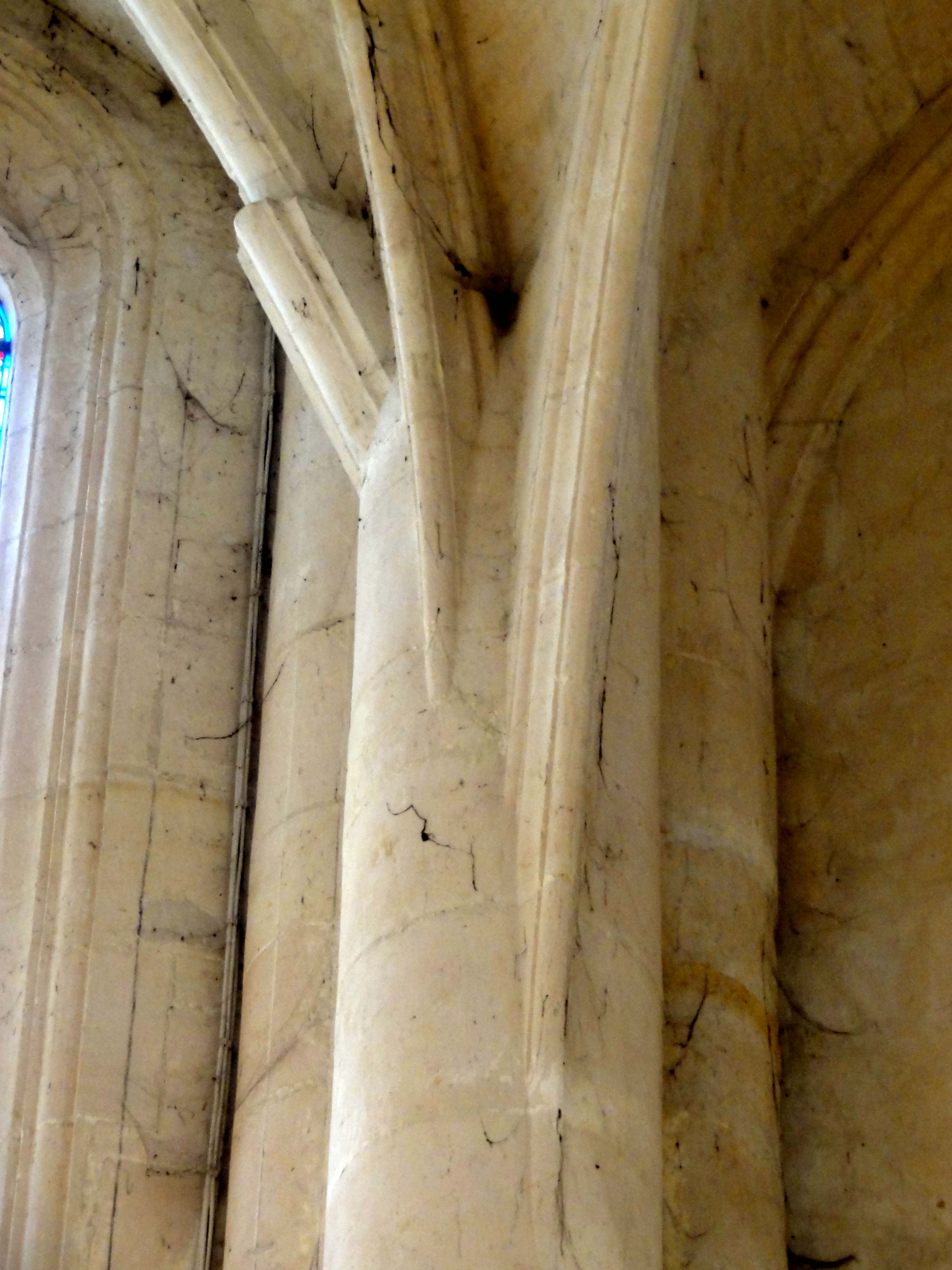
Retombée des voûtes.
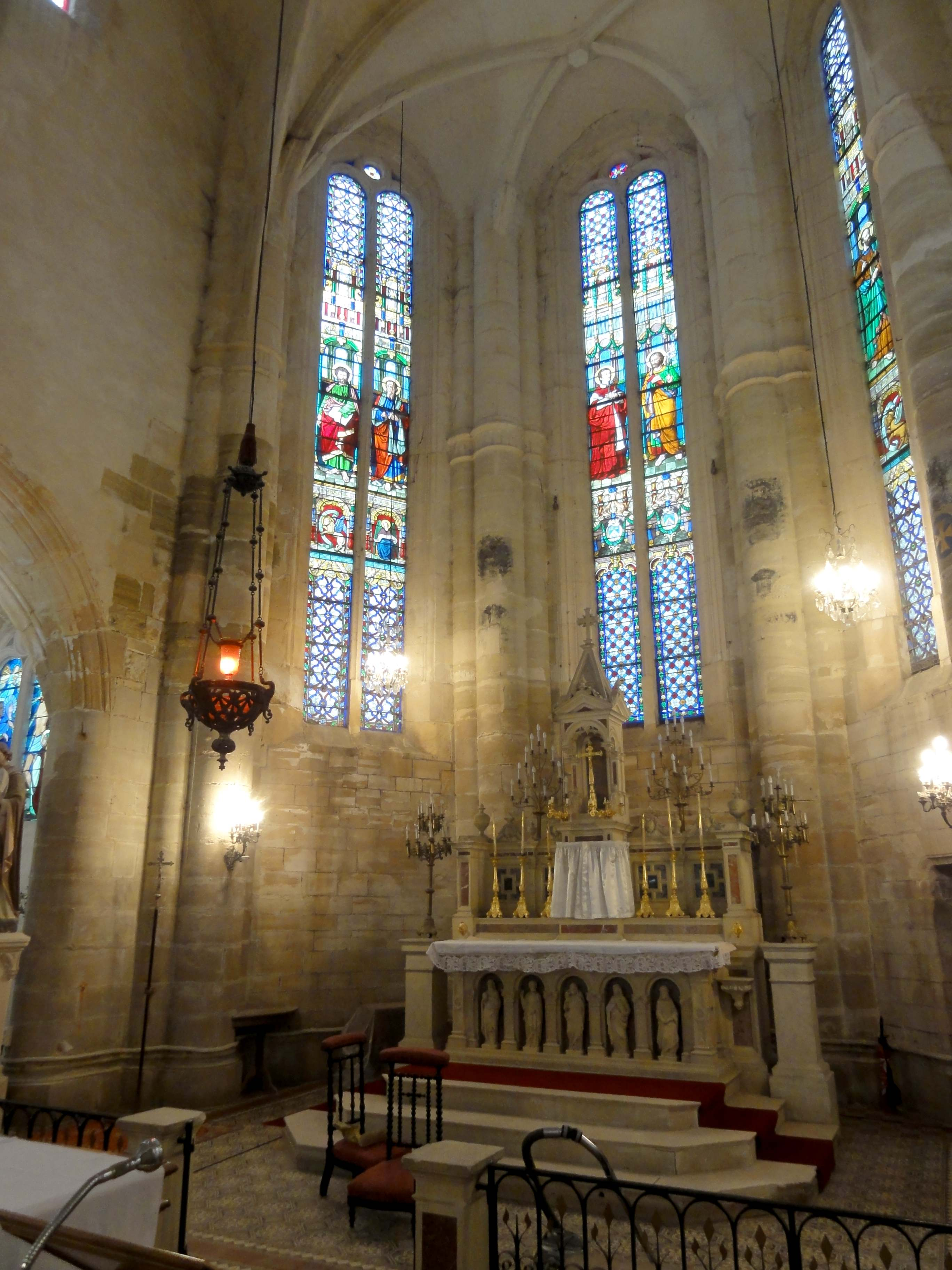
Vue vers le nord-est.
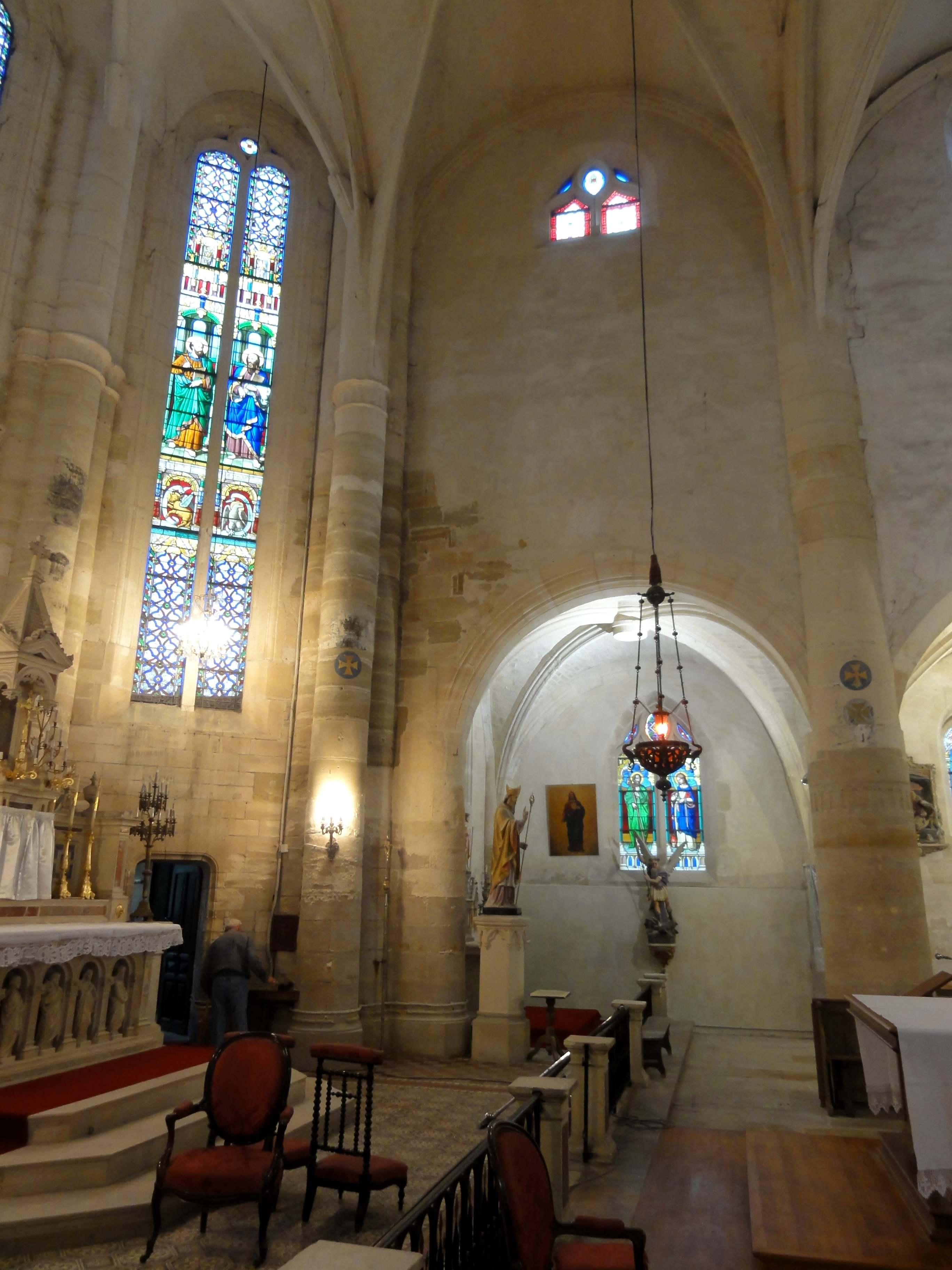
Vue vers le sud.
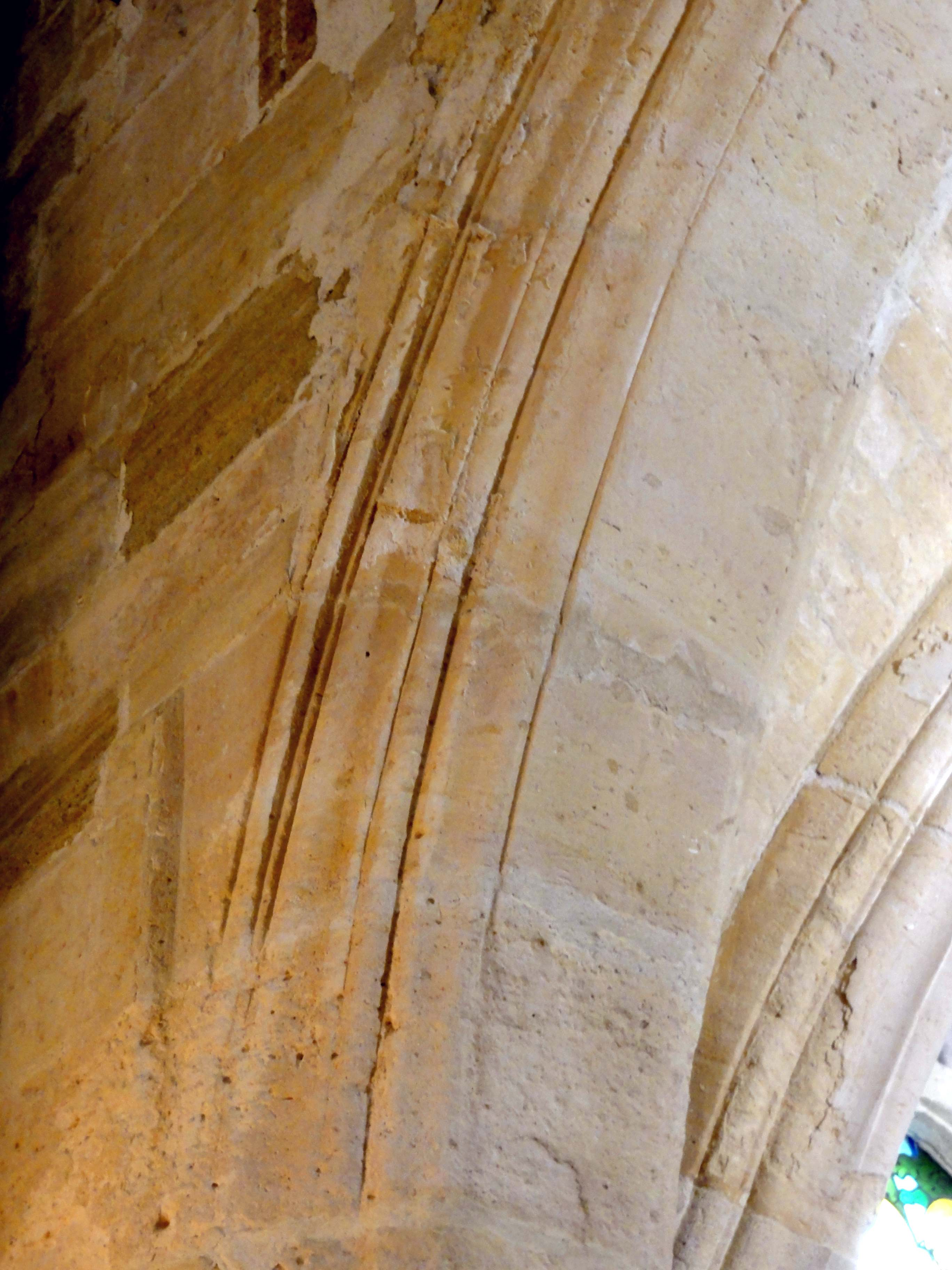
Profil des grandes arcades.
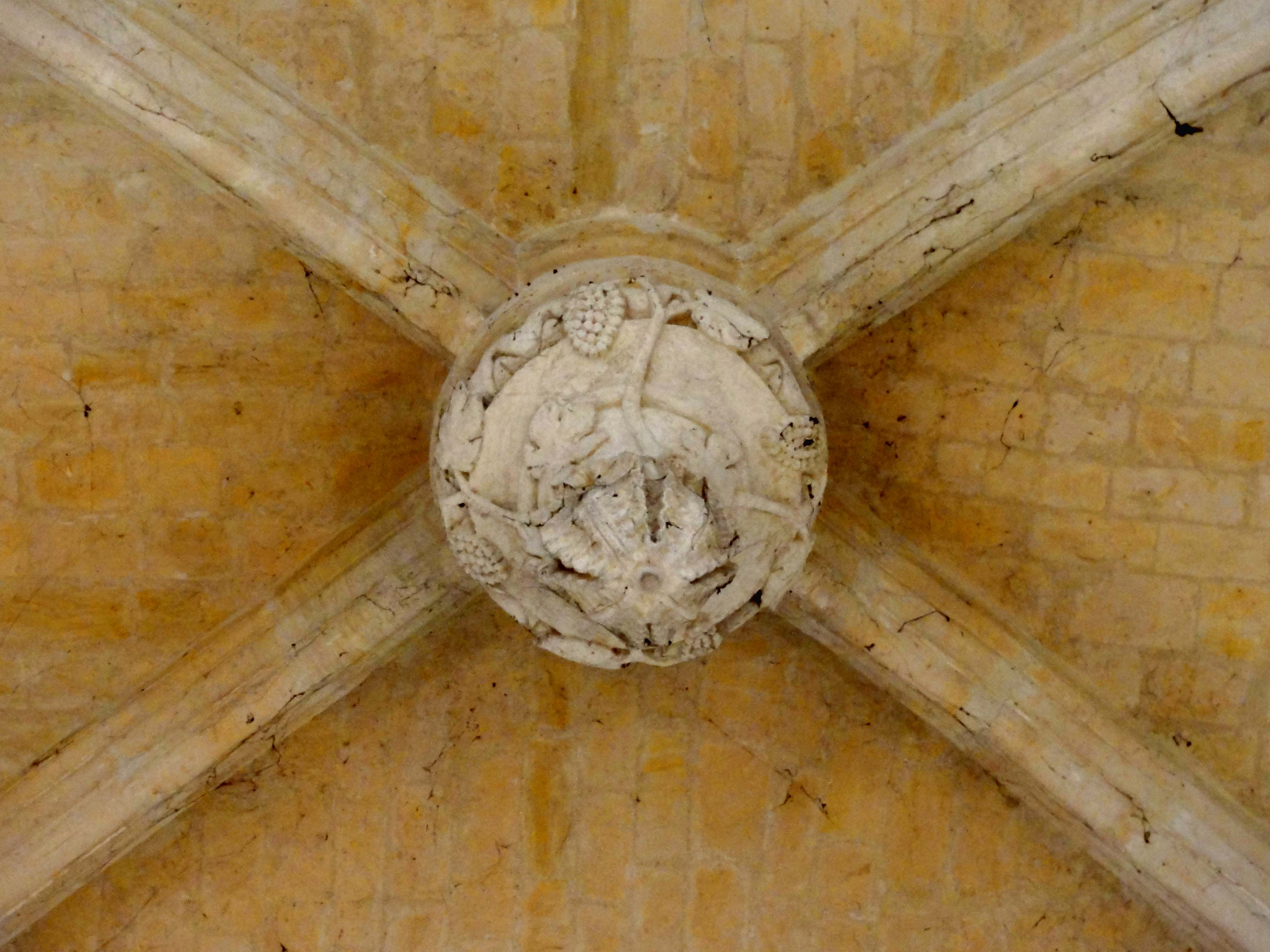
Clé de voûte de la 1re travée.

#### Bas-côtés

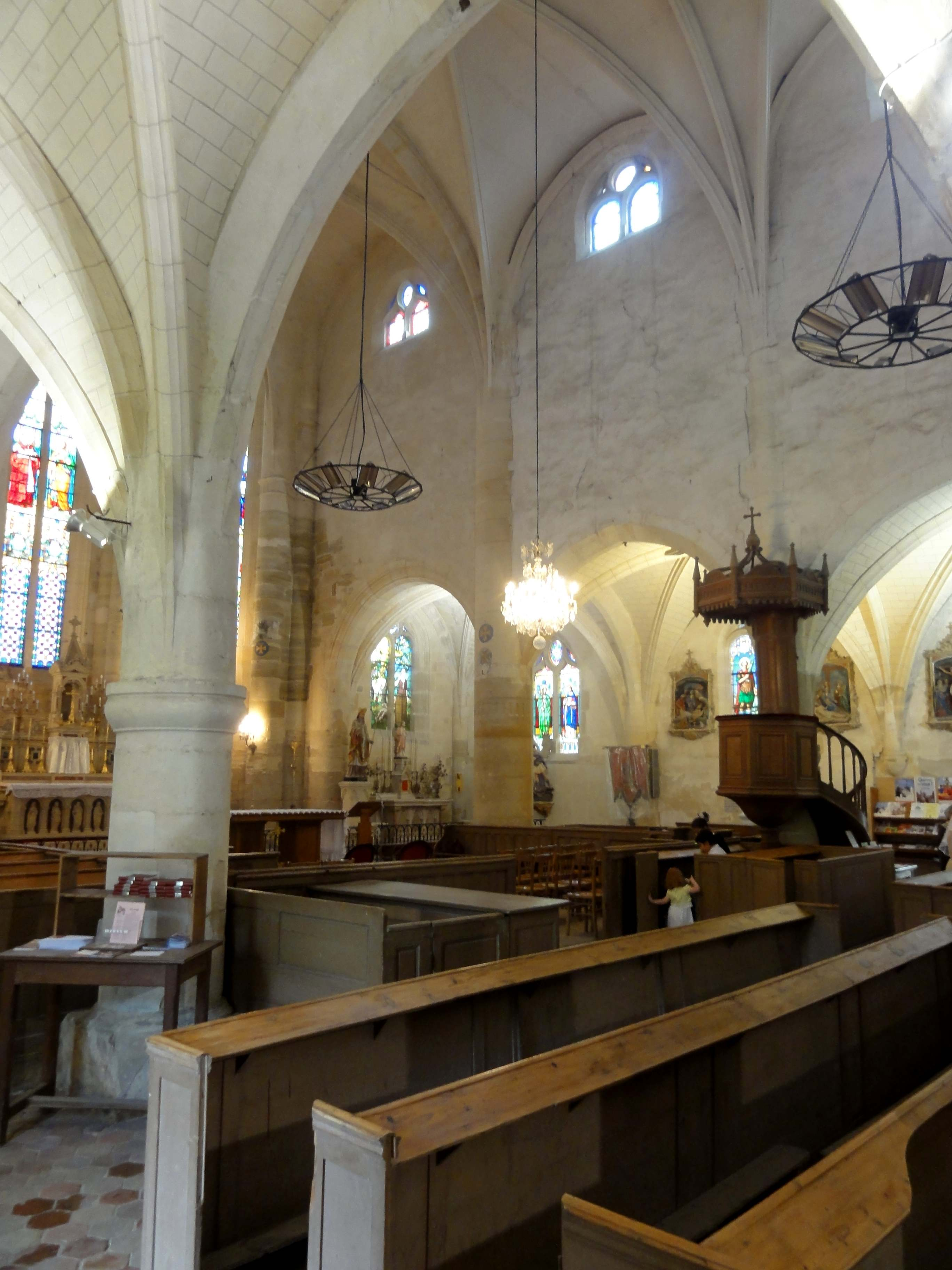
Bas-côté nord, vue par la 3e grande arcade.

Selon un parti fréquent au Moyen Âge, les bas-côtés ont la moitié de la largeur du vaisseau central. Leur espace intérieur est bien proportionné, avec une hauteur équivalente à une fois et demi la largeur. La hauteur est néanmoins assez modeste en comparaison avec le vaisseau central. Les nervures des voûtes des années 1870 affectent un profil prismatique simple, qui est consistant avec l'architecture flamboyante un peu rustique de l'église. Contrairement au vaisseau central, l'on a ici renoncé aux formerets, et les clés de voûte ne sont pas décorées : les nervures s'y croisent simplement. Le résultat est certainement plus heureux qu'avec des motifs fantaisistes et stéréotypés des clés de voûte en plâtre préfabriquées proposées à l'époque. De même, la retombée des ogives et doubleaux sur des culots frustes le long des murs gouttereaux semble correspondre au projet initial du maître d'œuvre du milieu du XVIe siècle. L'on trouve des piliers engagés dans la dernière travée de chacun des bas-côtés. Les voûtes datent ici d'origine, et adoptent le profil à coin émoussé déjà observé dans le chœur. Les clés de voûte sont des disques non sculptés.
La quatrième travée du nord est la seule où la limite des allèges est soulignée par un larmier, qui est présent sur l'ensemble des travées à l'extérieur. Dans la première travée du nord, la présence du clocher explique l'absence de fenêtres, et dans la troisième travée, la niche à statue surmontant le portail à l'extérieur n'a pas laissé la place pour le percement d'une baie. Dans le bas-côté sud, le mur occidental est aveugle, apparemment sans motif particulier. Les deux bas-côtés totalisent ainsi dix fenêtres, quatre au nord et six au sud, qui se répartissent entre deux types. Les baies de la deuxième et de la quatrième travée du nord, et de la deuxième, troisième et cinquième travée du sud, sont en arc brisé (très aigu dans la cinquième travée). Elles sont munies d'un remplage de deux lancettes amorties par une accolade, dont les deux flancs dessinent en haut un soufflet simplifié. Il est flanqué de deux mouchettes. Les meneaux, d'un profil aigu, ont les arêtes entaillées de moulures concaves, et sont pourvues de bases ébauchées, sous la forme de blocs bruts. Les cinq autres baies sont en plein cintre (ou en cintre brisé, en ce qui concerne la première travée du sud). Elles affichent le remplage Renaissance standard déjà observé sur les fenêtres hautes de la nef. Parmi ces baies, les trois exemplaires qui se trouvent dans la dernière travée des bas-côtés ont le pourtour mouluré d'un quart-de-rond, d'un listel et d'une gorge. Les deux types de réseaux ont cours au second quart et au milieu du XVIe siècle, et il n'est pas non plus rare que les bases restent à l'état d'ébauche. L'on peut seulement s'étonner qu'ils soient répartis sans aucune logique.

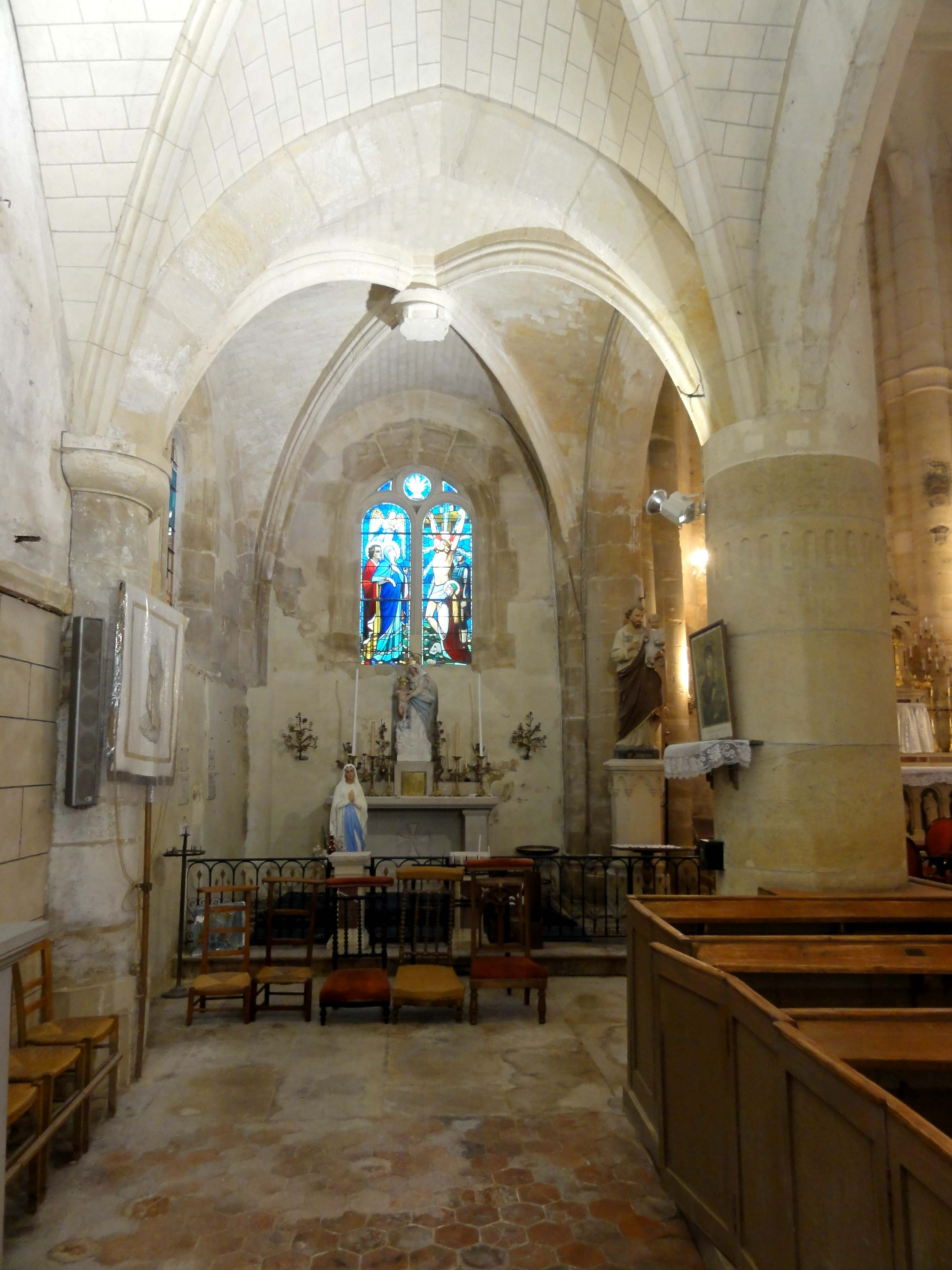
Bas-côté nord, 4e travée, vue vers l'est.
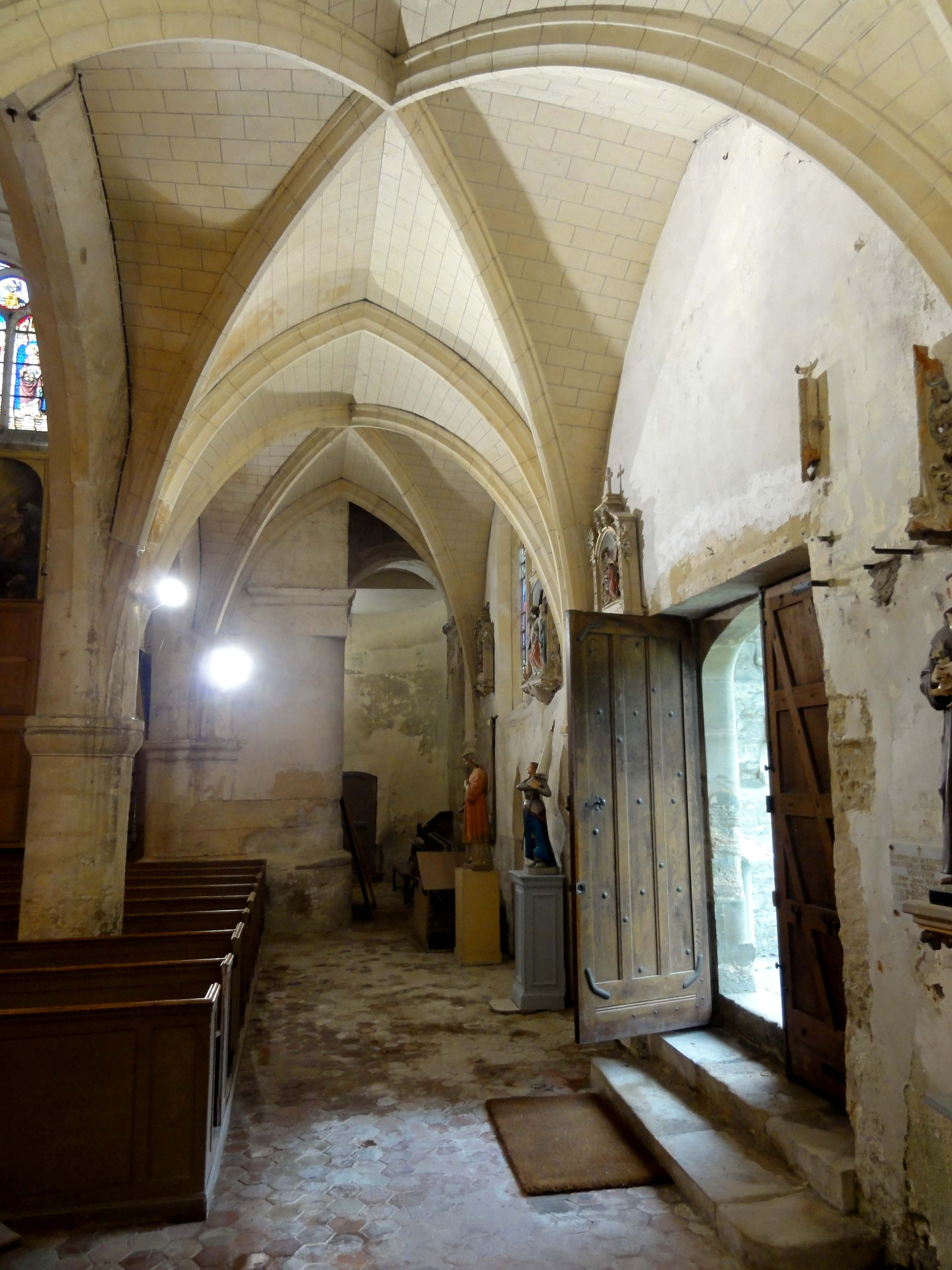
Bas-côté nord, 3e travée, vue vers l'ouest.
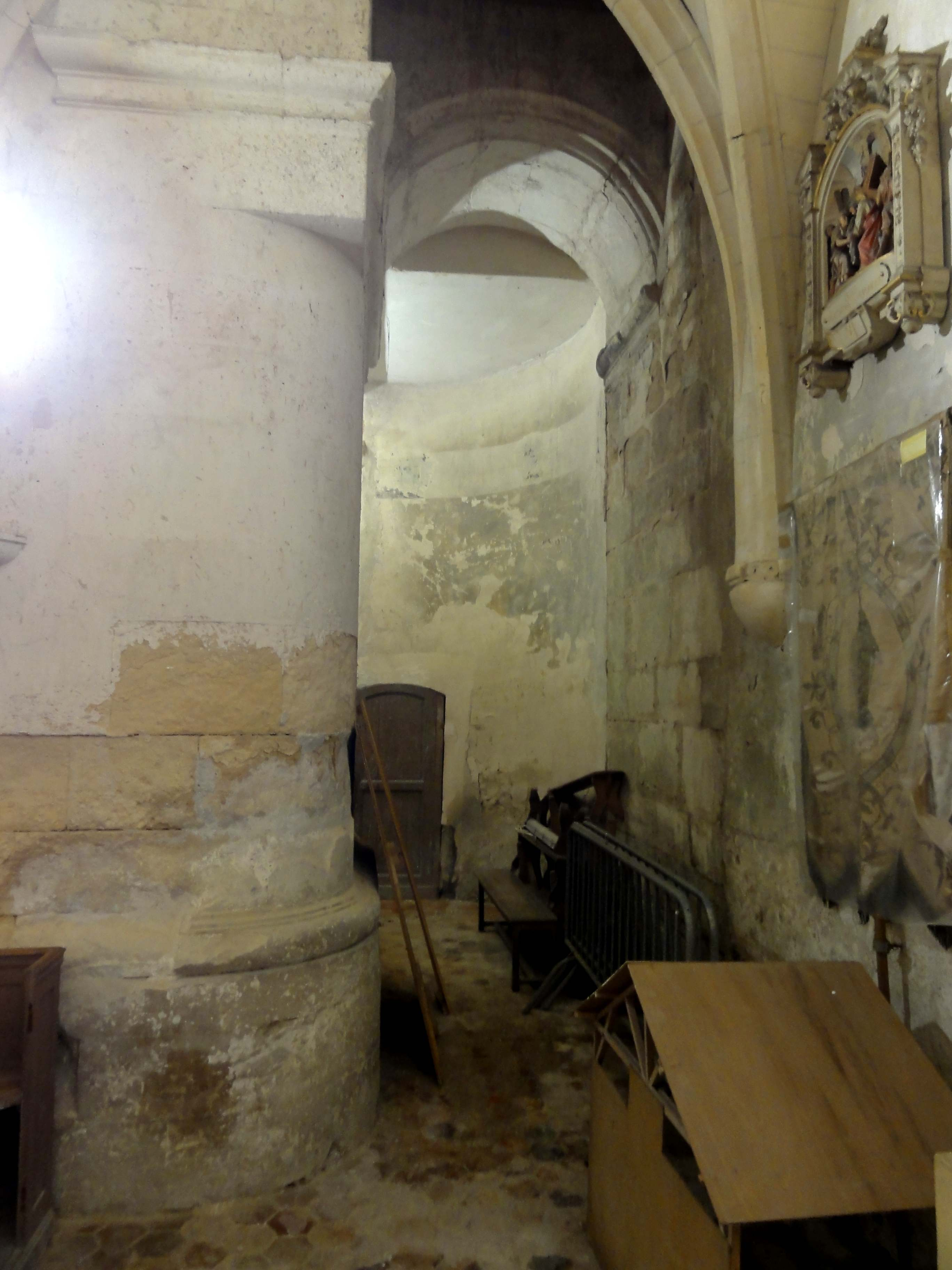
Bas-côté nord, vue dans la base du clocher.
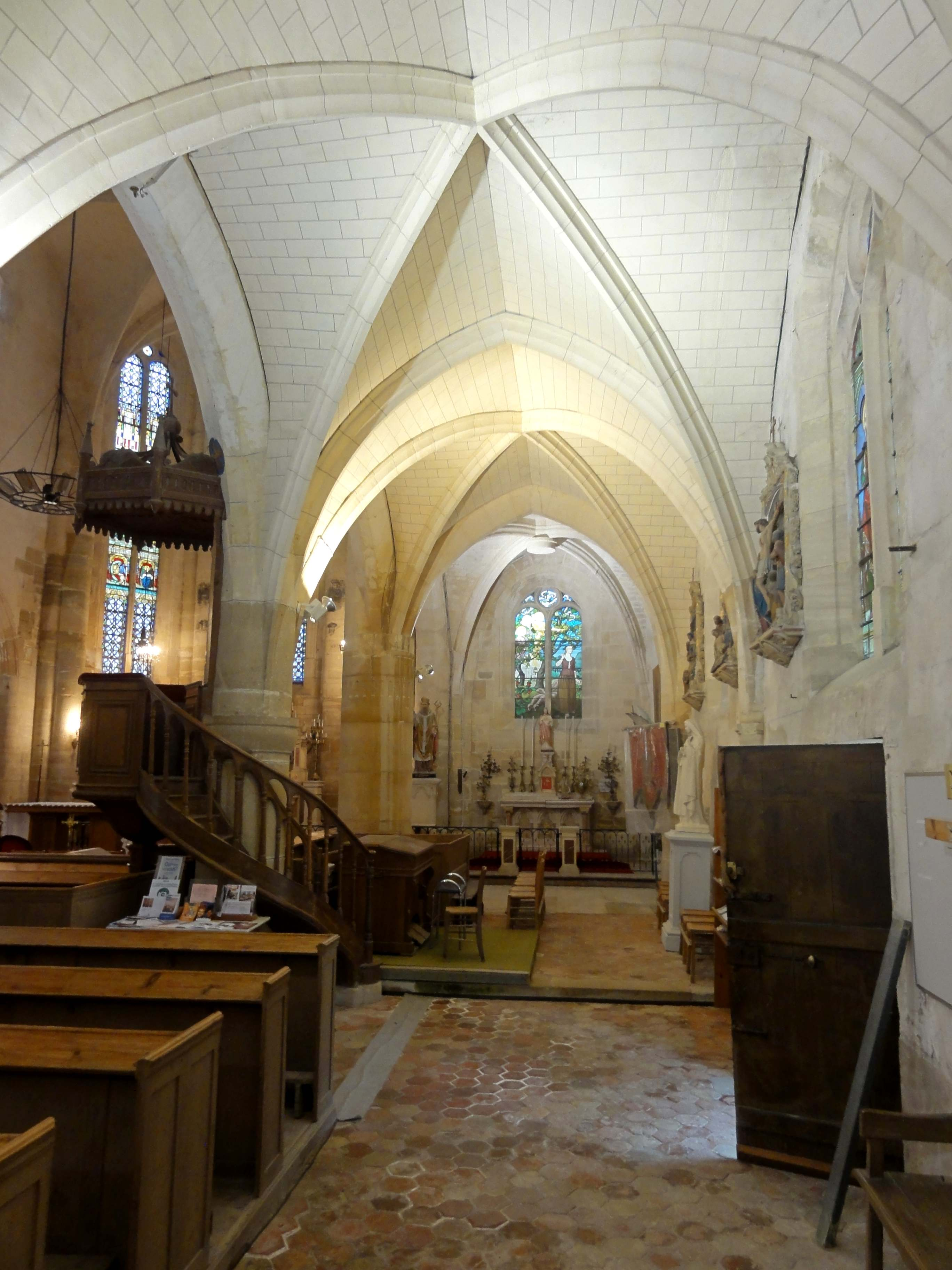
Bas-côté sud, 3e travée, vue vers l'est.
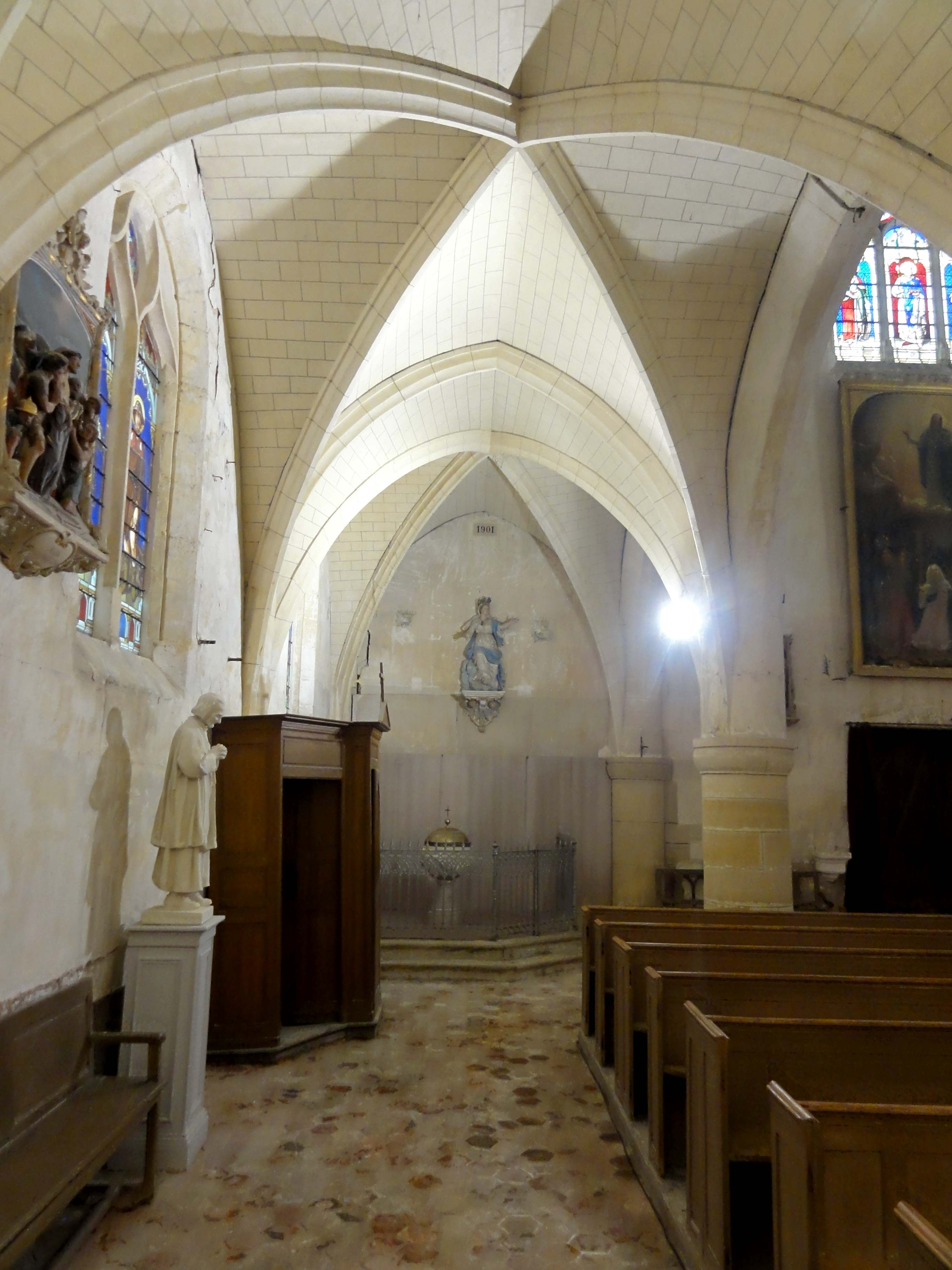
Bas-côté sud, 3e travée, vue vers l'ouest.
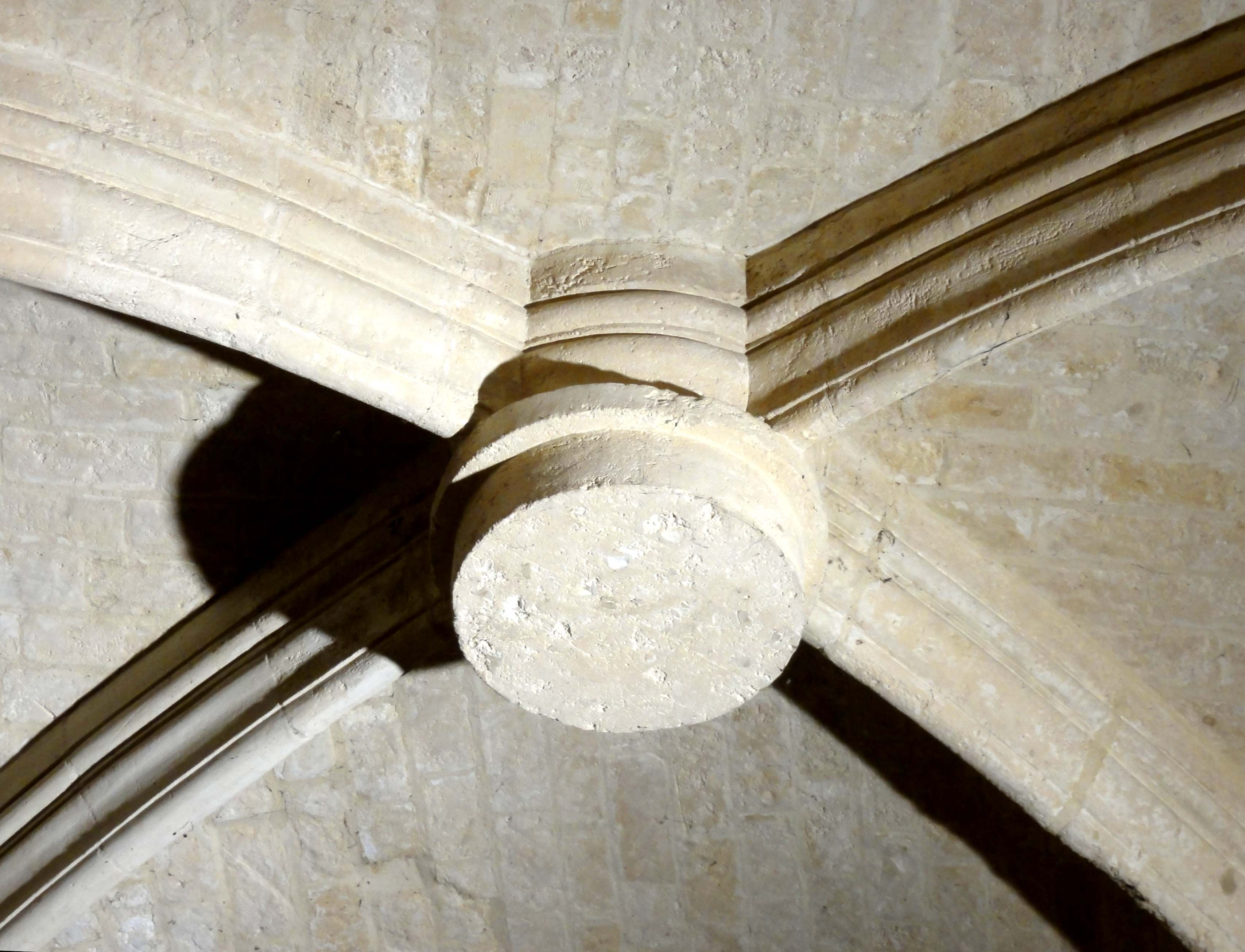
Clé de voûte de la 5e travée.

### Extérieur

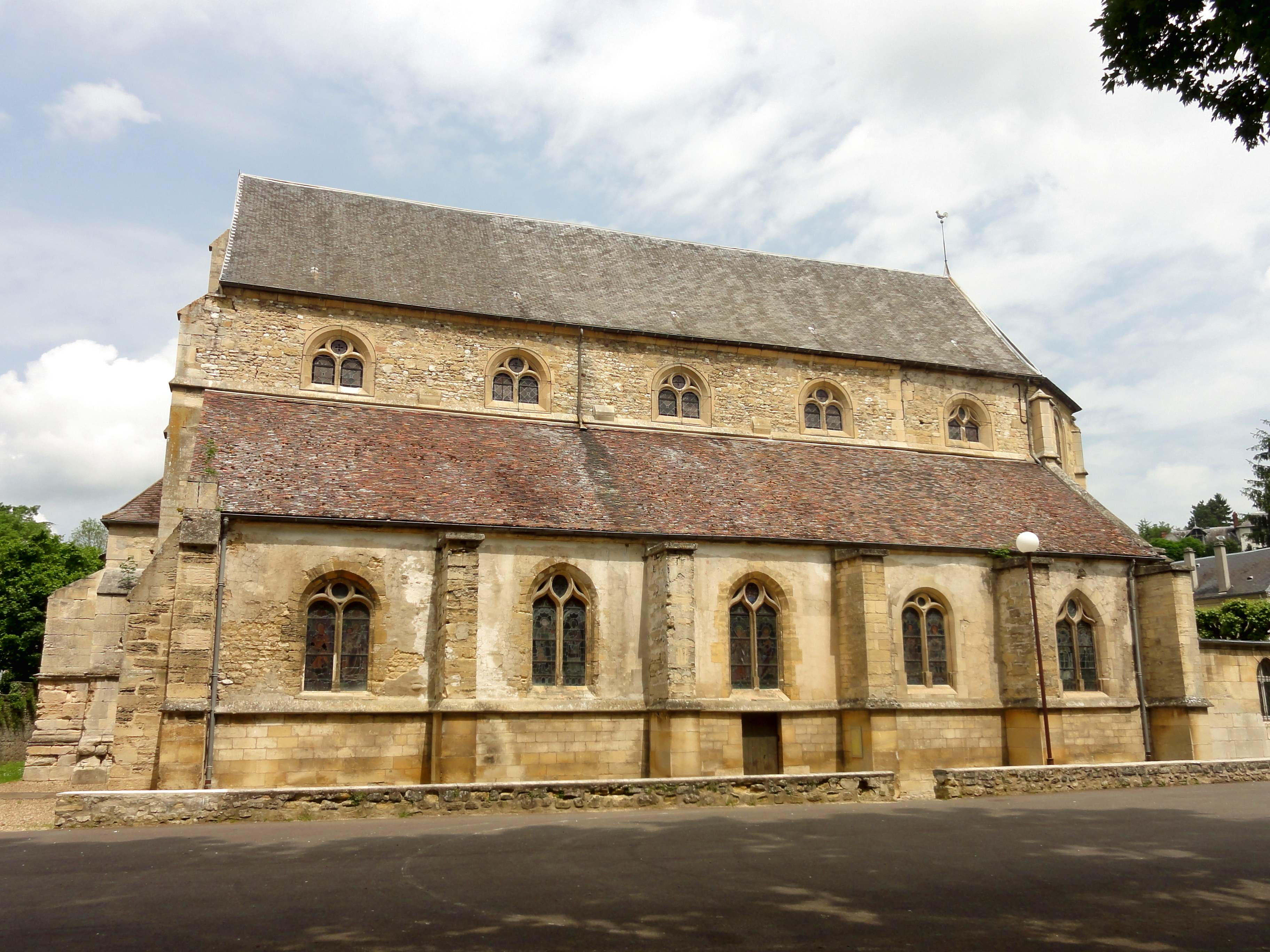
Vue depuis le sud.

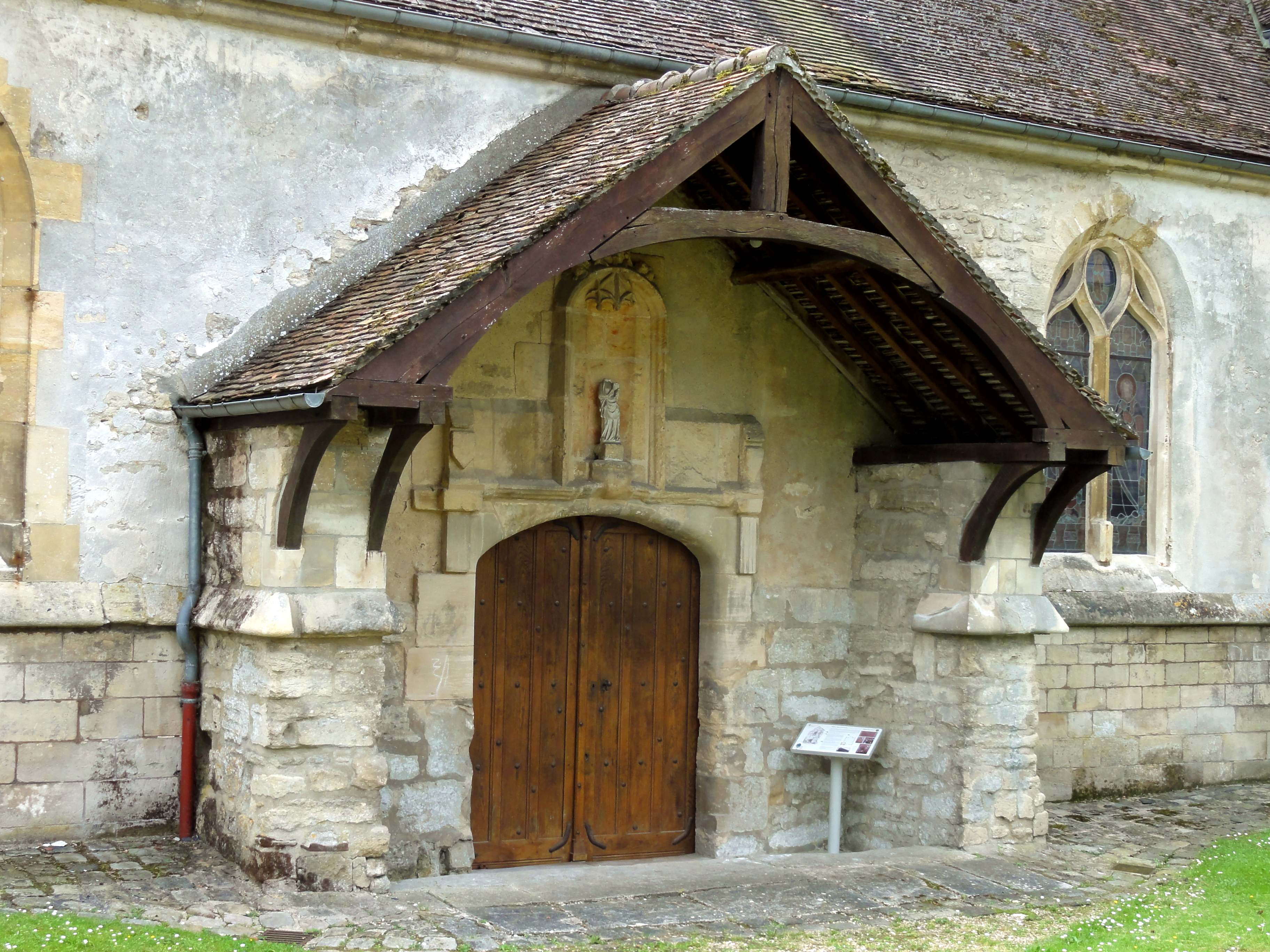
Portail nord et porche.

L'église est en grande partie bâtie en moellons, la pierre de taille étant pour l'essentiel réservée aux contreforts, aux chaînages, aux pourtours des baies, aux larmiers à la limite des allèges, et aux corniches. Contre toute logique, les allèges sont également appareillées en pierre de taille, alors que c'est généralement l'inverse. La sacristie est également en pierre de taille. Le recours à une pierre trop tendre résulte en des phénomènes d'érosion assez spectaculaires, notamment sur le clocher. Au sud, les allèges ont dû être réappareillées. Globalement, l'église Saint-Germain apparaît comme un édifice mal construit. Les deux angles de l'abside sont épaulés par de curieux contreforts polygonaux, peu saillants et certainement insuffisants, coiffés d'une console renversée. À l'intersection entre abside et nef, de larges contreforts plats renforcent les murs obliques. Ils forment corps avec de minces contreforts de section carrée à l'arrière de l'arc-doubleau. Les murs gouttereaux du vaisseau central sont dépourvus de contreforts. Il y a juste des chaînages à l'intersection entre la quatrième et la cinquième travée, cette dernière étant voûtée d'ogives dès l'origine. Sauf à l'angle sud-ouest, les contreforts du bas-côté sud sont des massifs de maçonnerie de section rectangulaire, sans aucun caractère, et se terminent, de manière abrupte, par une dalle de pierre. Des contreforts gothiques subsistent à l'angle sud-ouest, et au chevet du bas-côté nord. Scandés par le larmier qui fait le tour de l'église à la limite des allèges, ils s'amortissent par un glacis formant larmier. Les deux derniers contreforts du nord sont semblables, mais le glacis sommital est incomplet. Une corniche moulurée du XVIe siècle, dissimulée par les gouttières, est présente sur les murs du chœur et du bas-côté nord. Pour la nef, l'on s'est contenté d'une simple tablette biseautée.
Les baies au remplage Renaissance de l'abside et de la dernière travée des bas-côtés sont entourées des mêmes moulures qu'à l'intérieur, soit un quart-de-rond, un listel et une gorge. Rares sont les particularités qui méritent d'être signalées. Parmi les trois portails, seul celui du nord est décoré, et encore, le décor est-il resté inachevé. La porte en anse de panier est surmontée d'une niche de statue entourée de moulures prismatiques, et protégée par un dais architecturée flamboyant sans grâce, dont toute la partie supérieure manque. À gauche et à droite, au-dessus des piédroits, l'on voit ce qui évoque les sommets de deux pilastres restés sans sculpture, surmontées de courts contreforts arborant un écusson vierge. La souche du clocher, à peine plus élevée que les bas-côtés, se remarquant par ses contreforts très massifs, dont celui regardant vers le levant est agrémenté d'une niche à statue fruste. La plinthe moulurée à la limite du soubassement, et le larmier mouluré à la limite des allèges, révèlent, par leur profil, leur appartenance au XVIe siècle. Les plinthes moulurées sont par ailleurs inusitées à la première période gothique. L'on ne voit donc pas pour quelle raison Bernard Duhamel veut voir en la base du clocher un vestige de l'église du XIIIe siècle. Des baies ont été percées dans les murs, une rectangulaire à l'est et deux en plein cintre au nord, et munies d'abat-son. Pour imaginer à quoi le clocher aurait ressemblé une fois achevé, l'on peut regarder les clochers vexinois de la seconde moitié du XVIe siècle les plus sobres, tels que Chars, Chaumont-en-Vexin et Nucourt.

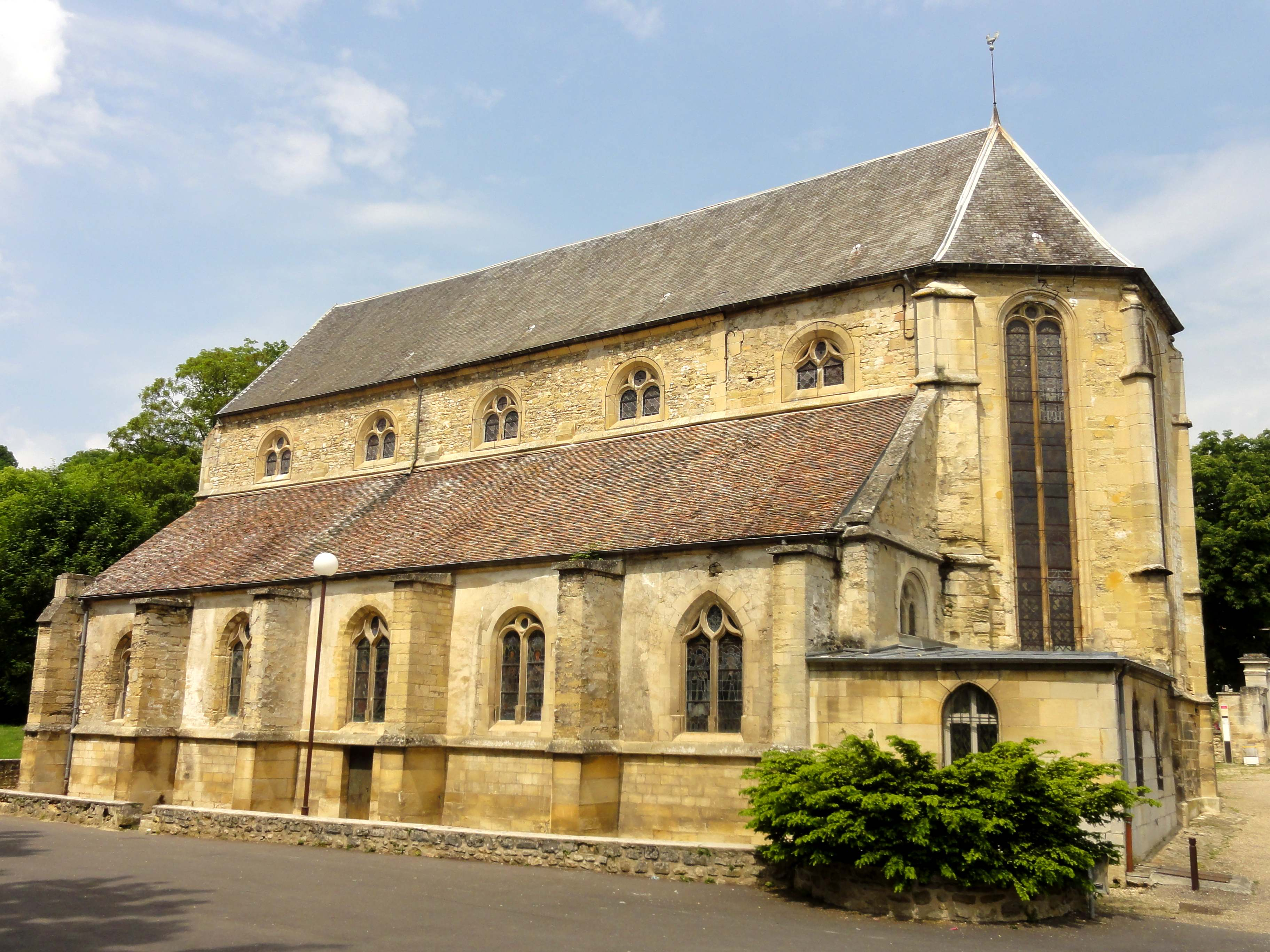
Vue depuis le sud-est.
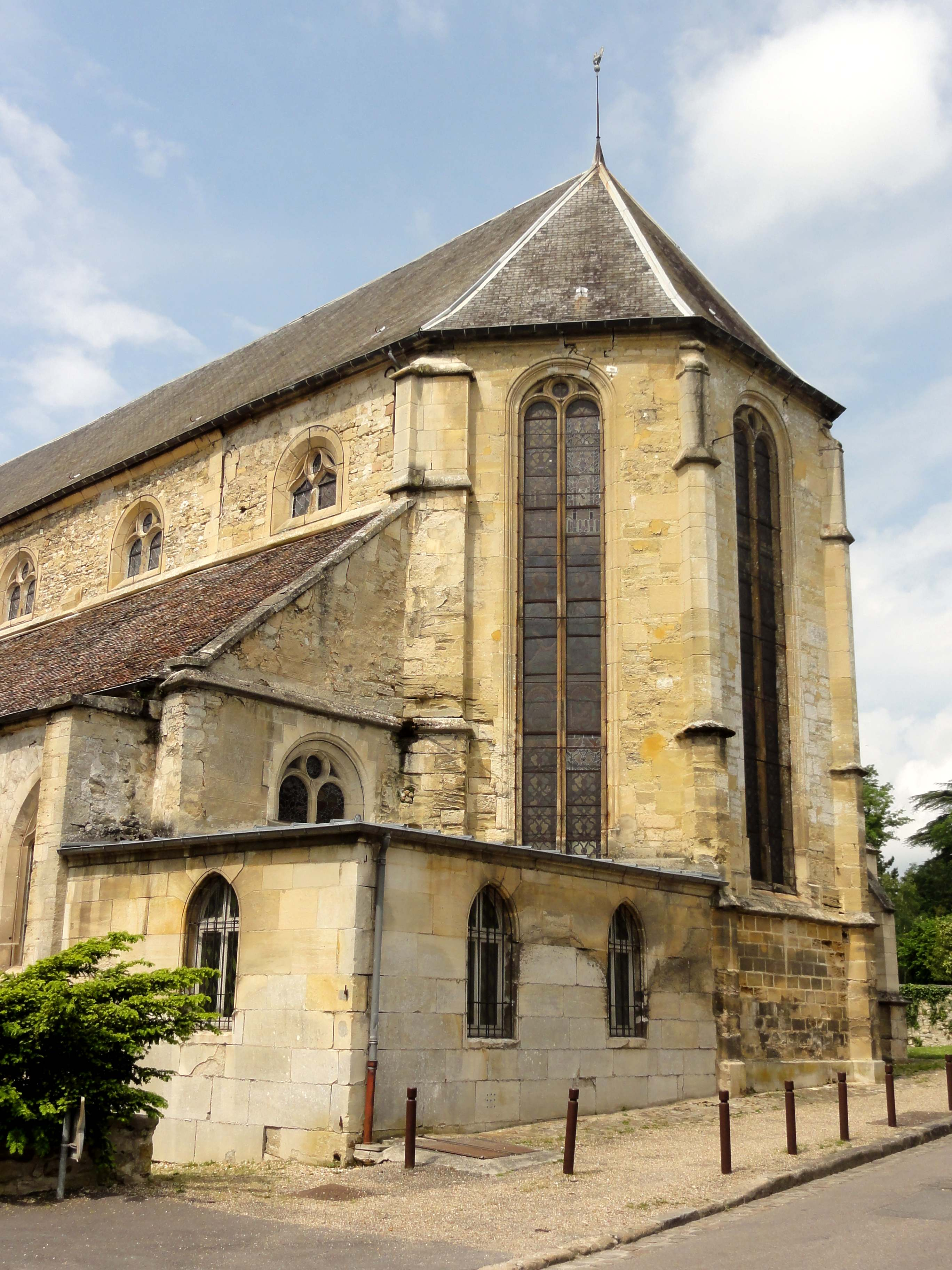
Chevet.
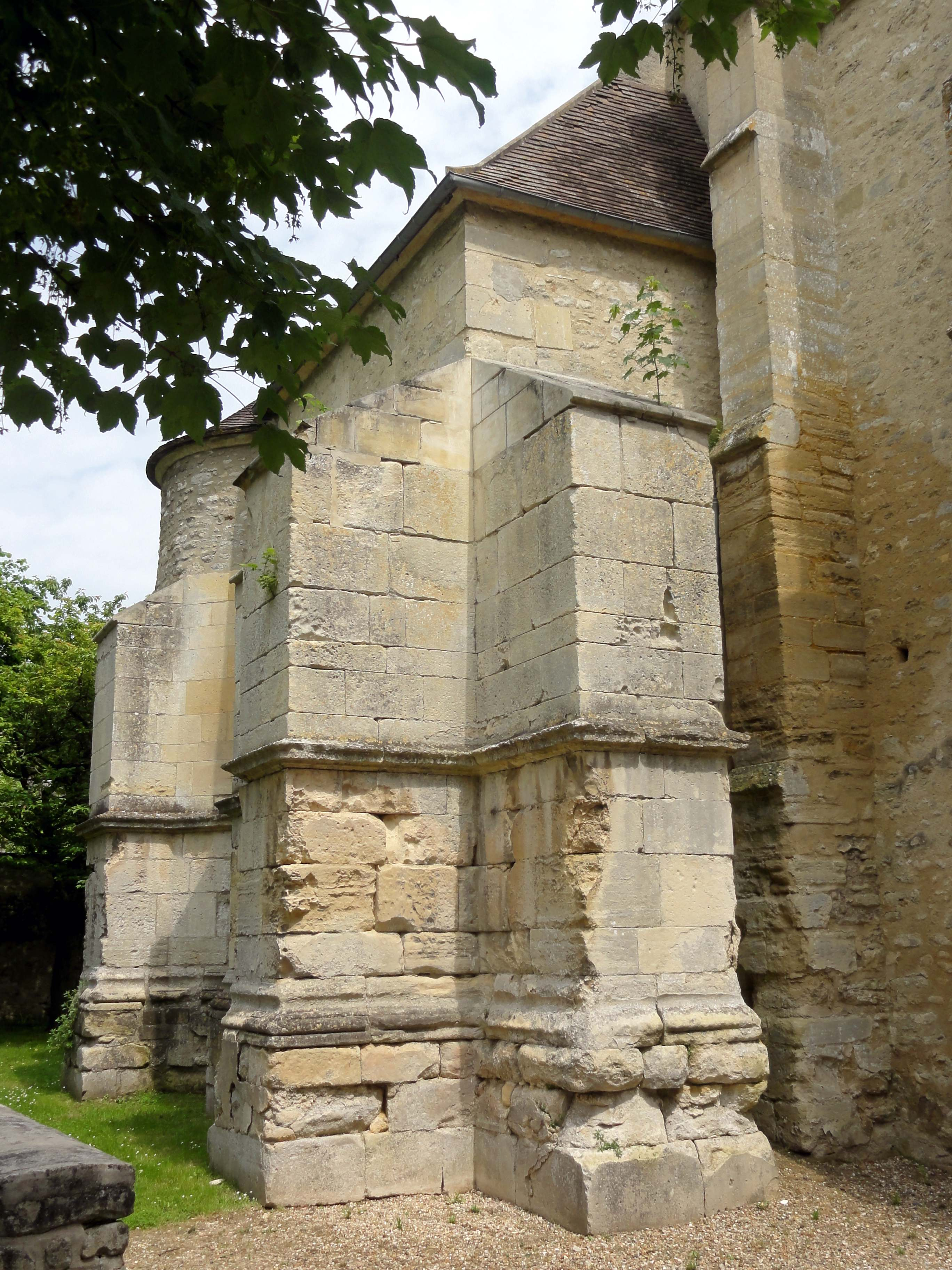
Clocher, côté sud.
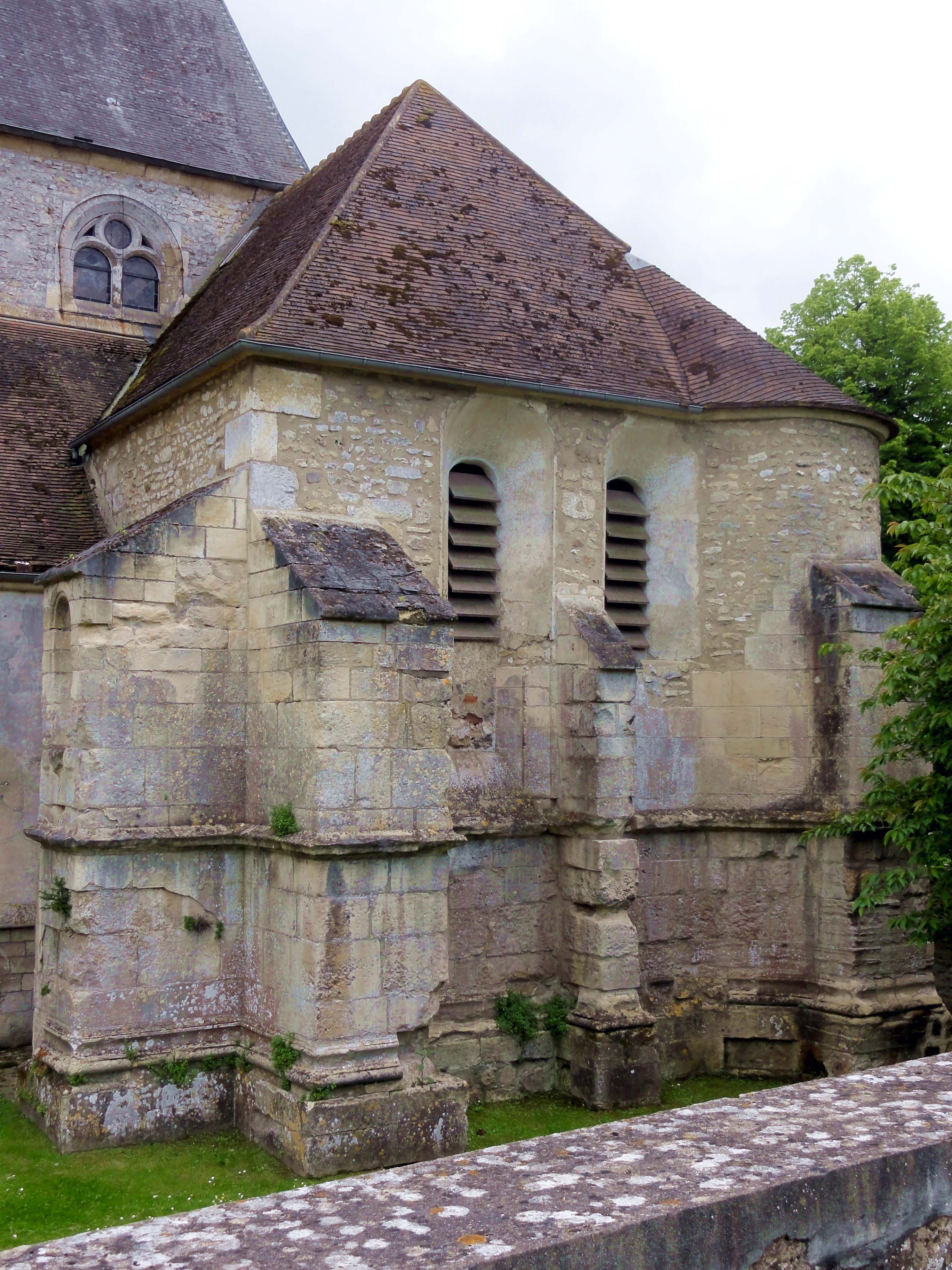
Clocher, côté nord.
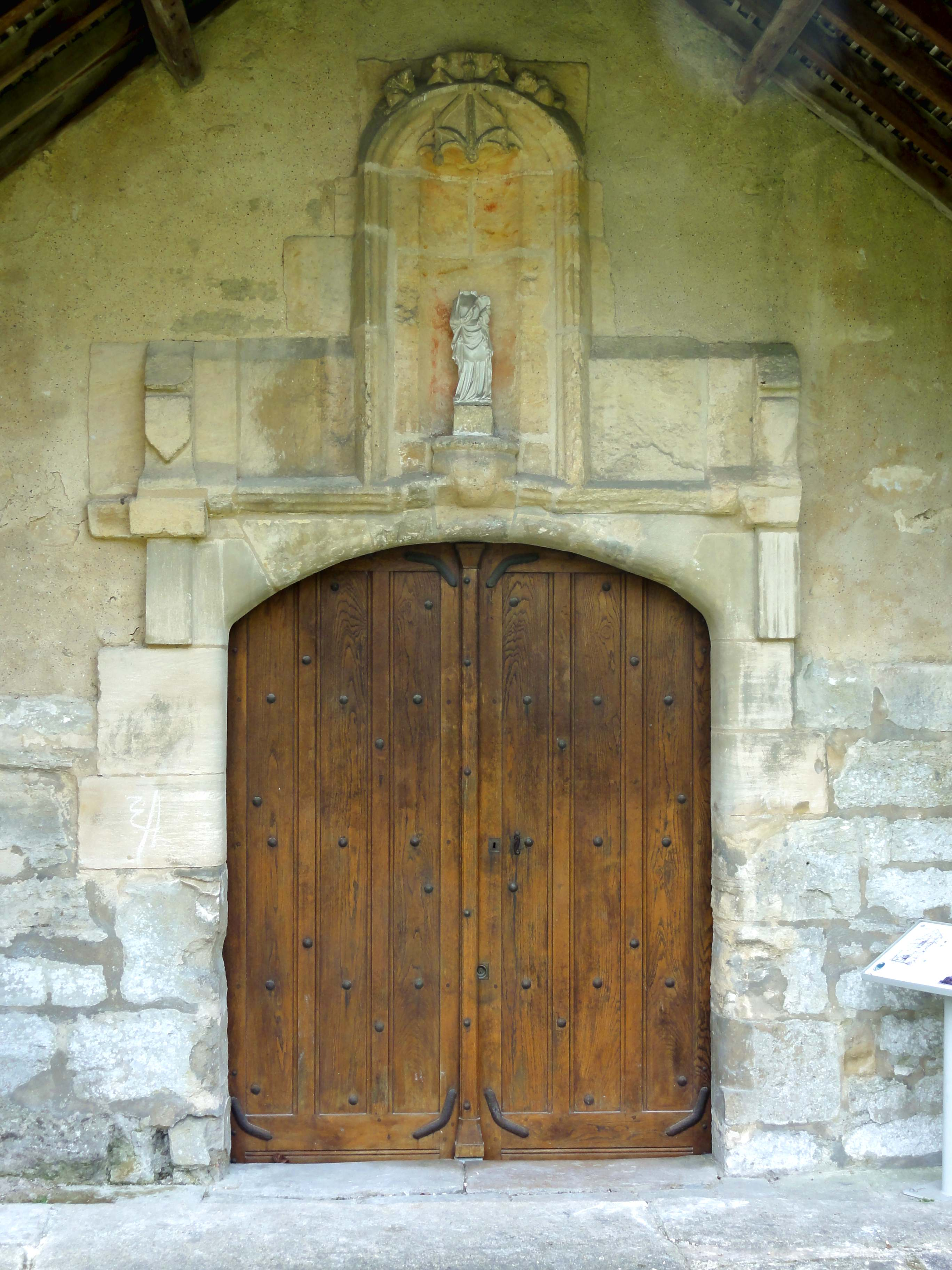
Portail nord.
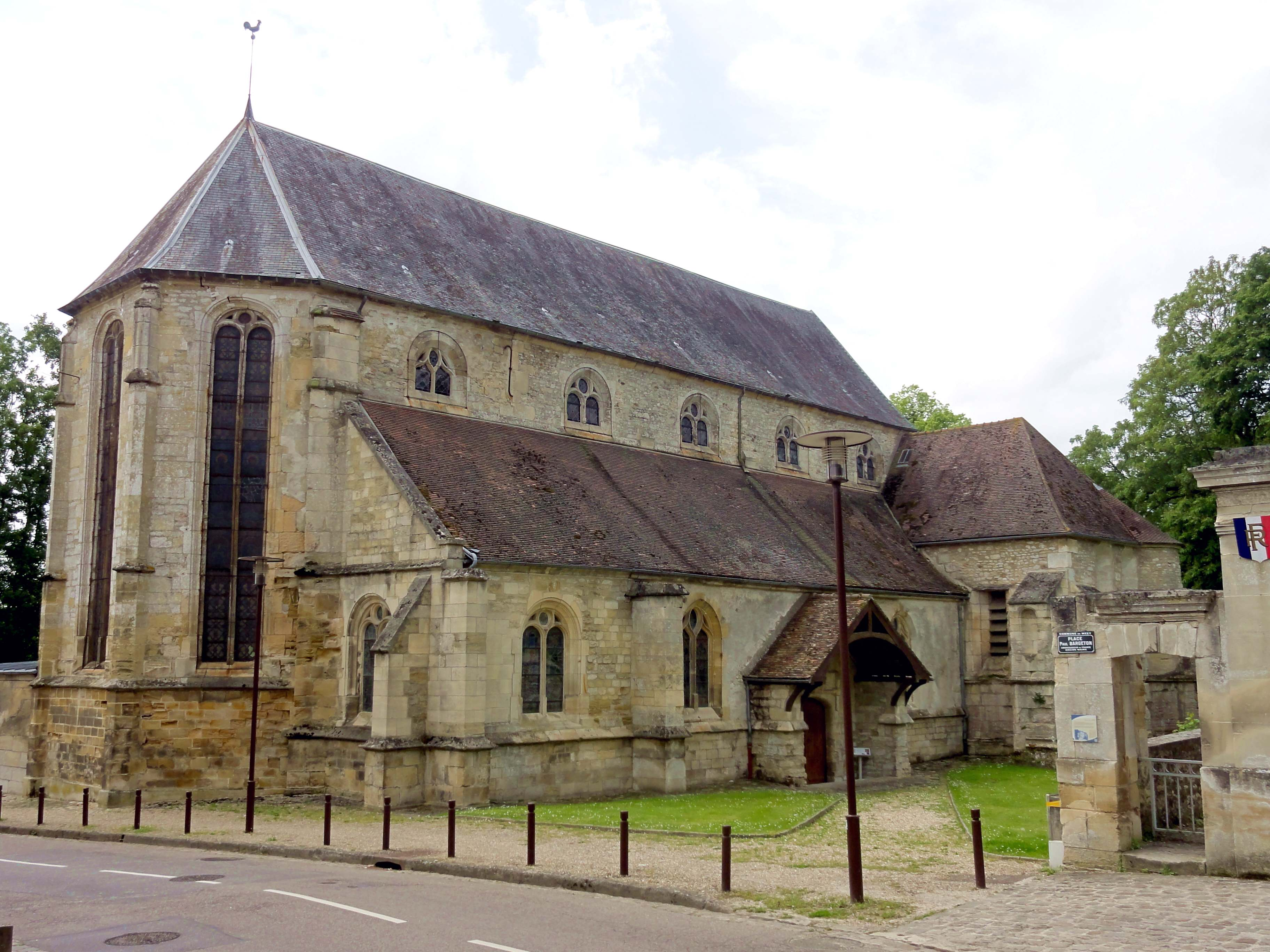
Vue depuis le nord-est.

## Mobilier

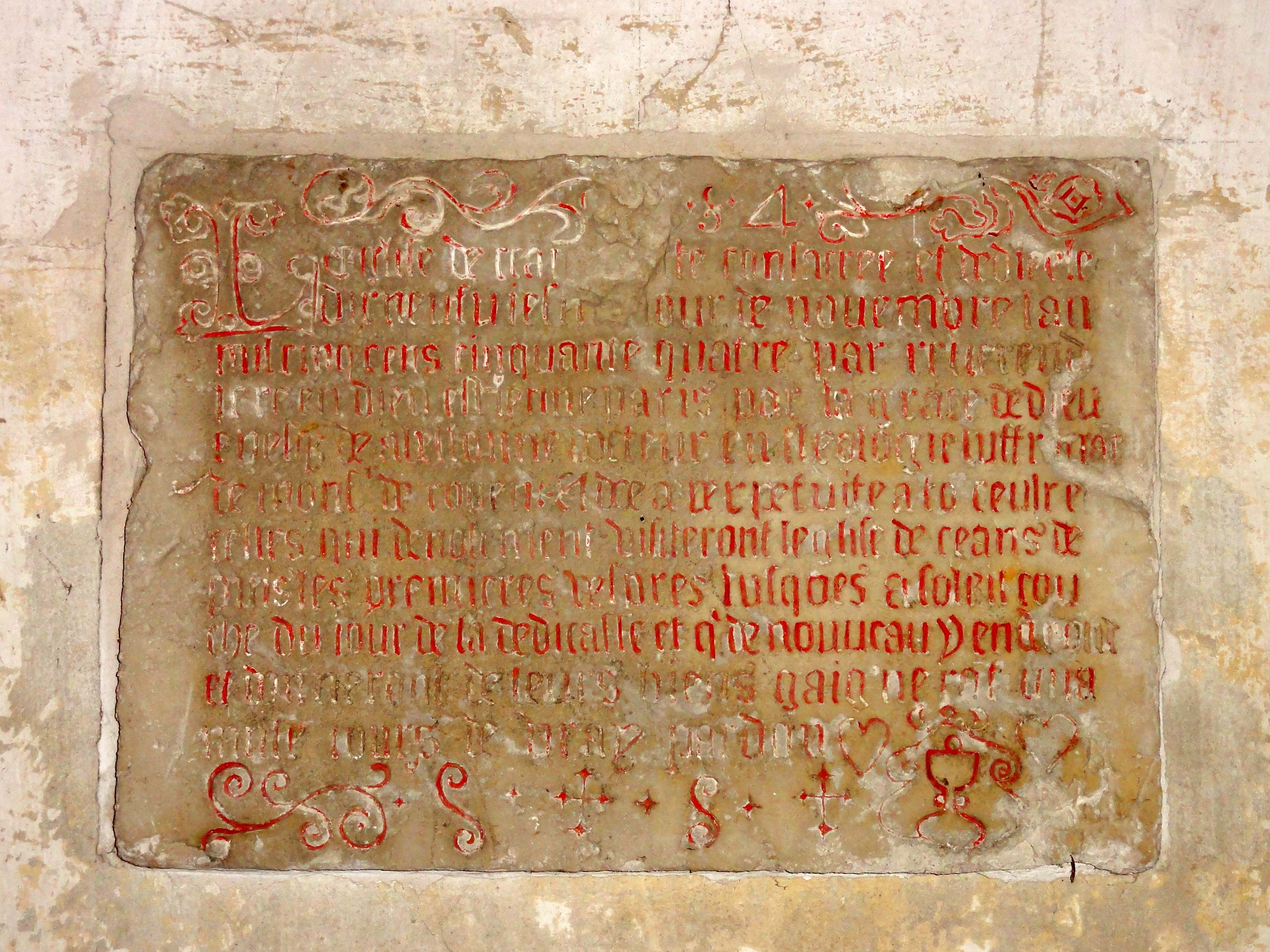
Plaque commémorative de la consécration.

Parmi le mobilier de l'église, trois éléments ou ensembles sont classés monument historique au titre objet. Ce sont une statuette de la Vierge à l'Enfant du XVIIe siècle, déposée en mairie ; et quelques ornements liturgiques du XIXe siècle en tapisserie à point, à savoir une chasuble, une étole de clerc, un manipule, une bourse, et un voile de calice, également conservés en mairie ; et la plaque commémorative de la consécration de 1554, scellée dans un mur au début de la nef. Son inscription, gravée en creux en caractères gothiques, et rehaussée en barbotine rouge, se lit comme suit : « L'église de céans a été consacrée et dédiée le XIXe jour de novembre, l'an mil cinq cent cinquante-quatre par révérend père en Dieu, Etienne Paris, par la grâce de Dieu, évêque de Thessalonne, docteur en théologie, suffragant de Mgr de Rouen, et à perpétuité tous ceux qui visiteront l'église de céans, du jour de sa dédicace, depuis les premières vêpres jusqu'au soleil couché, et qui à nouveau voueront et donneront de leurs biens gagneront quarante jours de vrai pardon ».